# George V của Anh
George V (3 tháng 6 năm 1865– 20 tháng 1 năm 1936) là Quốc vương Vương quốc Anh và các quốc gia tự trị của Anh, và Hoàng đế Ấn Độ, từ 6 tháng 5 năm 1910 cho đến khi mất năm 1936.
Ông tên đầy đủ là George Frederick Ernest Albert, là con trai thứ hai của Thân vương xứ Wales Albert Edward (về sau là Quốc vương Edward VII), và là cháu nội của Nữ vương Anh đương thời, Victoria của Anh. Tại thời điểm chào đời, ông đứng thứ ba trong danh sách kế vị của Anh sau cha và anh trai, Vương tôn Albert Victor, Công tước xứ Clarence và Avondale. Từ 1877 đến 1891, George phục vụ trong Hải quân Vương thất, cho đến khi anh của ông đột ngột qua đời vào đầu năm 1892. Sau cái chết của Victoria của Anh năm 1901, cha của George trở thành Quốc vương Anh và Hoàng đế Ấn Độ, và George được tấn phong Thân vương xứ Wales. Ông kế vị cha mình năm 1910. Ông là vị Hoàng đế duy nhất của Ấn Độ có mặt trong buổi lễ đăng cơ của mình.
Thời đại của ông chứng kiến sự trỗi dậy của chủ nghĩa xã hội, chủ nghĩa cộng sản, chủ nghĩa phát xít, chủ nghĩa cộng hòa Ireland, và phong trào giành độc lập Ấn Độ, tất cả đã làm thay đổi đáng kể tình hình chính trị. Đạo luật Nghị viện 1911 thiết lập quyền lực tối cao của Hạ viện Anh được lập nên qua bầu cử đối với Thượng viện không qua bầu cử. Bởi hậu quả của Chiến tranh thế giới thứ nhất (1914–18) đế quốc của những người anh em họ của ông, Sa hoàng Nikolai II của Nga và Đức hoàng Wilhelm II suy yếu trong khi đế quốc Anh mở rộng phạm vi của nó lên tới cực đại. Năm 1917, George trở thành quân vương đầu tiên của Nhà Windsor, mà ông đổi tên từ tên cũ nhà Saxe-Coburg và Gotha theo kết quả của phong trào chống Đức khắp cả nước. Năm 1924 ông bổ nhiệm chính phủ đảng Lao động đầu tiên và năm 1931, Đạo luật Westminster công nhận rằng các lãnh địa của đế quốc là các quốc gia riêng biệt, độc lập trong Khối thịnh vượng chung. Ông bị quấy rầy bởi bệnh tật trong những năm cuối trị vì và sau khi chết, người kế vị ông là con trai trưởng, Edward VIII.

## Cuộc sống ban đầu và giáo dục
George chào đời ngày 3 tháng 6 năm 1865, tại Marlborough House, London. Ông là con trai thứ hai của Vương tử Albert Edward, Thân vương xứ Wales (sau này là Quốc vương Edward VII) và Vương phi xứ Wales (sau này là Vương hậu Alexandra. Cha ông là con trai lớn của Victoria của Anh và Vương tế Albrecht. Mẹ ông là con gái lớn của Quốc vương Đan Mạch Christian IX. Là con trai của Thân vương xứ Wales, George được gọi là Vương tôn George xứ Wales Điện hạ từ lúc chào đời. Ông được rửa tội ở Lâu đài Windsor ngày 7 tháng 7 năm 1865 bởi Tổng Giám mục Canterbury, Charles Longley.

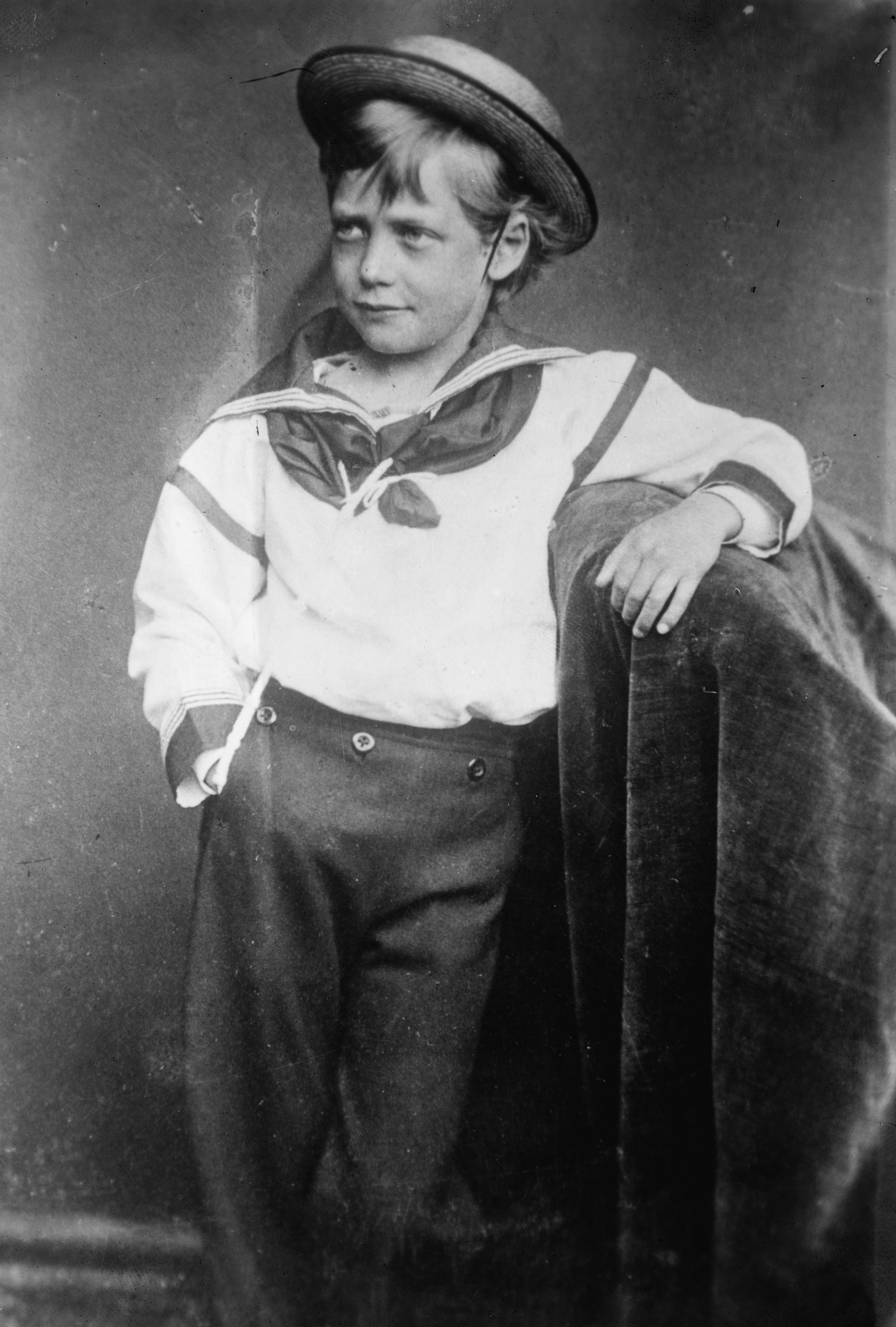
George khi là một cậu bé, 1870

Là con thứ của Thân vương xứ Wales, không có nhiều cơ hội cho George có thể trở thành Quốc vương. Ông đứng thứ ba trong danh sách kế vị ngai vàng, sau cha và anh trai, Vương tôn Albert Victor. George chỉ nhỏ hơn 17 tháng tuổi so với Albert Victor, và hai Vương tôn được giáo dục cùng nhau. John Neale Dalton được bổ nhiệm làm gia sư của họ năm 1871. Cả Albert Victor lẫn George đều không có trí thông minh nổi trội. Vì cha của họ nghĩ rằng hải quân là "nơi rèn luyện khả dĩ nhất cho bất cứ cậu trai nào", vào tháng 9 1877, khi George được 12 tuổi, cả hai anh em cùng được gửi đến rèn luyện trên con tàu HMS Britannia tại Dartmouth, Devon.
Trong ba năm từ 1879, hai Vương tôn phục vụ trên tàu HMS Bacchante, và được kèm kẹp bởi Dalton. Họ đã chu du khắp các thuộc địa của đế quốc Anh tại Caribbean, Nam Phi và Australia, và đến thăm Norfolk, Virginia, cũng như Nam Mỹ, Địa Trung Hải, Ai Cập và Đông Á. Năm 1881 trong một chuyến thăm Nhật Bản, George đã lệnh cho một họa sĩ địa phương xăm một con rồng màu xanh và màu đỏ trên cánh tay ông, và đã được tiếp kiến Nhật hoàng Minh Trị. George và anh trai ông biếu tặng Chiêu Hiến Hoàng hậu hai chú Kangaroo chân to đến từ Úc. Dalton đã viết một bài tường thuật về chuyến hành trình của họ mang tên The Cruise of HMS Bacchante. Giữa Melbourne và Sydney, Dalton ghi nhận lại hiện tượng người Hà Lan bay, một con tàu ma huyền thoại. Khi họ trở về Anh, Victoria của Anh phàn nàn rằng các cháu bà không thể nói được tiếng Pháp và tiếng Đức, nên họ phải trải qua sáu tháng ở Lausanne để học thêm ngoại ngữ nhưng cũng chẳng đến đâu. Sau Lausanne, hai anh em bị chia ra; Albert Victor theo học ở Trinity College, Cambridge, trong khi George tiếp tục ở Hải quân vương thất. Ông đi vòng quanh thế giới, thăm nhiều vùng trong đế quốc Anh. Trong suốt sự nghiệp hải quân của mình ông chỉ huy Torpedo Boat 79 ở bờ biển Anh và sau đó là HMS Thrush trên trạm ở Bắc Mĩ, trước khi hoạt động cuối cùng là chỉ huy HMS Melampus trong thời gian 1891-1892. Từ đó về sau, những địa vị của ông trong hải quân chủ yếu chỉ là trên danh nghĩa.

## Hôn nhân

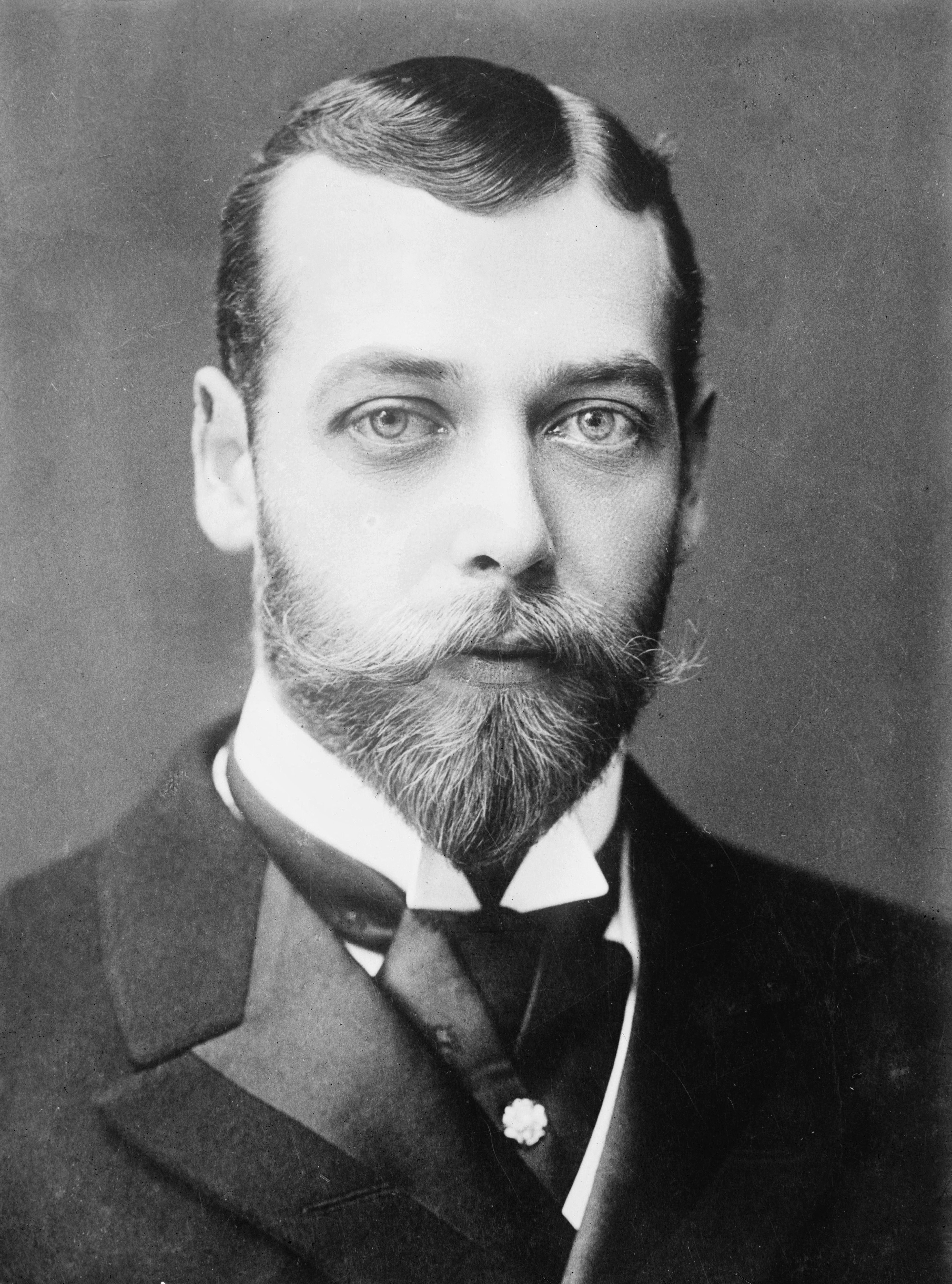
George, 1893

Là một người trẻ tuổi phục vụ trong hải quân, Vương tôn George trong nhiều năm phải nằm dưới sự điều động của chú ông, Vương tử Alfred, Công tước xứ Edinburgh, người đóng quân ở Malta. Ở đó, ông ngày càng gần gũi và đem lòng yêu con gái của người chú, tức là em họ của ông, Vương tôn nữ Marie xứ Edinburgh. Bà nội, cha và chú của ông đều chấp thuận mối quan hệ này, nhưng mẹ của ông, Vương phi xứ Wales, và mẹ của Marie, Mariya Aleksandrovna của Nga, đều phản đối. Vương phi xứ Wales nghĩ rằng gia đình này quá thân Đức, còn Bà Công tước xứ Edinburgh không thích nước Anh. Bà Công tước cay đắng trước sự thật rằng bà phải chịu vai vế thấp hơn Vương phi xứ Wales vì chồng bà là con thứ của Victoria của Anh. Trong khi đấy, bà vốn là Hoàng nữ duy nhất của Sa hoàng Aleksandr II của Nga. Còn Vương phi xứ Wales có cha là một tiểu vương hầu nước Đức, sau này bỗng dưng được bước lên ngai vàng Đan Mạch. Bị mẹ đứng sau lưng chỉ dẫn, Marie từ chối khi George cầu hôn bà. Bà đã kết hôn với Ferdinand, người kế vị ngôi vua România, năm 1893.
Tháng 11 năm 1891, anh trai của George, Vương tôn Albert Victor đính hôn với con của em họ bà nội (cô họ xa), Công nữ Victoria Mary xứ Teck. Bà có tên thường gọi ở nhà là "May", biệt danh được đặt theo tháng sinh của bà. Cha của May, Franz xứ Teck, là con cháu chi xa của nhà Württemberg và ông có một cuộc hôn nhân không môn đăng hộ đối. Vợ ông, Mary Adelaide xứ Cambridge, là cháu nội của Quốc vương George III và là em họ của Victoria của Anh.
Ngày 14 tháng 1 năm 1892, sáu tuần sau lễ đính hôn chính thức, Albert Victor chết vì bệnh viêm phổi, để lại George bấy giờ đứng thứ hai trong danh sách kế vị, và khả năng rất cao sẽ nối ngôi sau phụ thân. George cũng chỉ mới hồi phục sau căn bệnh trầm trọng của chính ông, sau khi nằm liệt giường suốt sáu tuần vì sốt thương hàn, căn bệnh được cho là đã gây ra cái chết của tổ phụ ông, Vương tế Albert. Victoria của Anh vẫn coi Công nương May là sự lựa chọn phù hợp cho cháu của bà, và George cùng May trở nên thân thiết trong thời gian có tang. Một năm sau cái chết của Albert Victor, George cầu hôn May và được chấp nhận. Họ kết hôn ngày 6 tháng 7 năm 1893 tại Nhà nguyện vương thất thuộc Cung điện Thánh James, Luân Đôn. Trong suốt quãng đời về sau, họ vẫn tận tình với nhau. George, theo sự thú nhận của chính ông, không thể dễ dàng bày tỏ cảm xúc qua lời nói, nhưng họ thường gửi cho nhau những lá thư yêu thương và những dấu hiệu âu yếm.

## Công tước xứ York

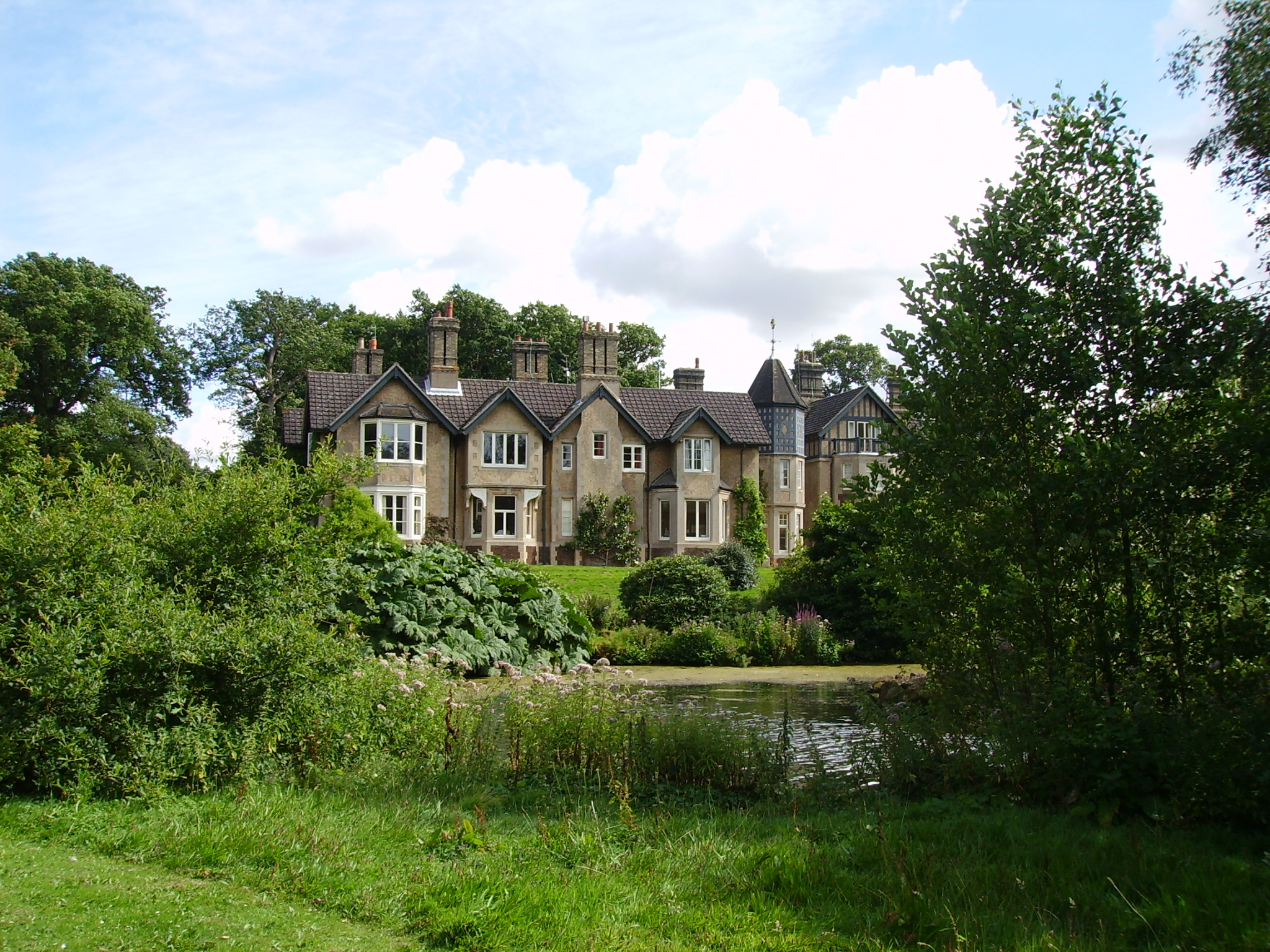
York Cottage tại Sandringham House: George và vợ ông sống ở đây từ 1893 đến 1926.

Cái chết của người anh chính thức chấm dứt sự nghiệp hải quân của George, vì ông là người thứ hai kế vị ngai vàng, sau cha ông. George được tấn phong Công tước xứ York, Bá tước Inverness và Nam tước Killarney bởi Victoria của Anh ngày 24 tháng 5 năm 1892, và nhận được những bài học về lập hiến từ J. R. Tanner. Sau khi George kết hôn với May, bà mang danh hiệu Công tước phu nhân xứ York Điện hạ.
Công tước và Bà Công tước xứ York sống chủ yếu tại York Cottage, một ngôi nhà tương đối nhỏ tại Sandringham, Norfolk, cuộc sống của họ giống như một gia đình trung lưu ấm cúng hơn là gia đình vương thất. George thích sự đơn giản, gần như tĩnh lặng, cuộc sống của ông tương đối phẳng lặng so với cách sống năng động của cha ông. Người viết tiểu sử chính thức, Harold Nicolson, sau đó thất vọng về thời gian George làm Công tước xứ York, viết rằng: "Ông ấy có thể hoàn toàn xứng đáng là một vị chuẩn úy hải quân trẻ và một vị Quốc vương già khôn ngoan, nhưng khi là Công tước nhà York ... ông không làm gì cả ngoại trừ giết [tức là. săn bắn] động vật và dán tem." George là một người thích thú cuồng nhiệt đối với việc sưu tầm tem, điều mà Nicolson xem thường, nhưng George đã đóng một vai trò lớn trong việc xây dựng Bộ sưu tập tem vương thất, bộ sưu tập toàn diện nhất của Vương quốc Anh và Khối Thịnh vượng chung trên thế giới, trong một vài trường hợp đã đạt giá kỉ lục đối với các mặt hàng.
George và May có năm con trai và một con gái. Randolph Churchill tuyên bố rằng George là một người cha nghiêm khắc, đến mức mà các con ông đều khiếp sợ ông, và George đã nhận xét trước mặt Edward Stanley, Bá tước Derby thứ 17: "Cha tôi sợ bà nội, tôi thì sợ cha tôi, và tôi hoàn toàn chắc chắn các con tôi khiếp sợ tôi". Trên thực tế, không có nguồn trực tiếp cho những đánh giá đó và có khả năng là cách làm cha của George không khác mấy so với hầu hết mọi người vào thời điểm đó.
Tháng 10 năm 1894, dượng của George, Sa hoàng Aleksandr III, chết và em họ (bên ngoại) ông, Sa hoàng Nicholas II, kế vị ngai vàng Nga. Theo yêu cầu của phụ thân, "trong sự kính trọng tưởng nhớ người dượng tội nghiệp Sasha", George cùng cha mẹ đến St. Petersburg tham dự tang lễ. George và song thân của ông vẫn ở Nga một tuần sau hôn lễ của Nicholas với một người em họ khác (bên nội), Alix của Hessen và Rhein, người mà Victoria của Anh từng hi vọng là sẽ kết hôn với anh trai của George.

## Thân vương xứ Wales
Là Công tước và Công tước phu nhân xứ York, George và May đã tham dự rất nhiều sự kiện công cộng. Khi Victoria của Anh tạ thế ngày 22 tháng 1 năm 1901, cha của George kế vị ngôi vua với vương hiệu Edward VII. George kế thừa các tước hiệu Công tước xứ Cornwall và Công tước Rothesay, và trong nhiều khoảng thời gian còn lại của những năm đó, ông mang hiệu Công tước xứ Cornwall và xứ York Điện hạ.
Năm 1901, George và May du lịch khắp đế quốc Anh. Điểm đến của họ bao gồm Gibraltar, Malta, Port Said, Aden, Ceylon, Singapore, Australia, New Zealand, Mauritius, Nam Phi, Canada, và Thuộc địa Newfoundland. Chuyến công du được trù tính bởi Bộ trưởng thuộc địa Joseph Chamberlain với sự ủng hộ của Thủ tướng Huân tước Salisbury để tán thưởng cho các thuộc địa vì họ đã tham gia tích cực vào Chiến tranh Nam Phi giai đoạn 1899 - 1902. George đã ban thưởng hàng ngàn huân chương đặc biệt Chiến tranh Nam Phi cho quân đội các thuộc địa. Ở Nam Phi, vương thất gặp các lãnh tụ dân sự, các nhà lãnh đạo châu Phi, và các tù nhân Boers, và được chào đón bằng những nghi lễ công phu, quà tặng đắt tiền, và pháo bông. Mặc dù vậy, không phải tất cả người dân phản ứng tích cực với chuyến đi này. Nhiều người Cape gốc Âu tức giận với sự phô trương và lãng phí, chiến tranh đã làm suy yếu khả năng dung hoà văn hóa Phi châu-Hà Lan của họ vì họ bây giờ là thần dân Anh. Các nhà phê bình trong các bài báo tiếng Anh chỉ trích về chi phí khổng lồ vào thời điểm mà mọi gia đình phải đối mặt với những khó khăn nghiêm trọng.

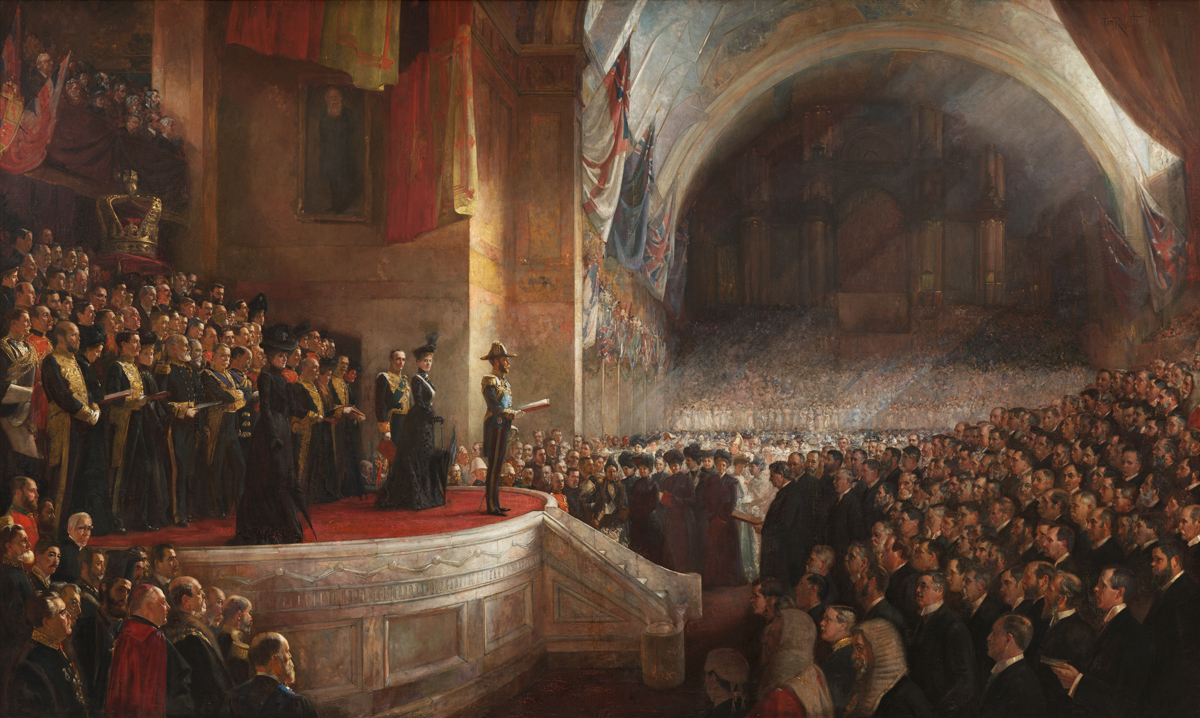
Tranh vẽ ngài Công tước trong phiên họp đầu tiên của Nghị viện Australia ngày 9 tháng 5 năm 1901.

Ở Australia, Công tước khai mạc phiên họp đầu tiên của Quốc hội Úc vào lúc hình thành khối Thịnh vương chung Australia. Ở New Zealand, ông ca ngợi những giá trị quân sự, lòng dũng cảm, trung thành và tuân theo phận sự của người dân New Zealand, và chuyến đi đem đến cho New Zealand cơ hội để thể hiện sự tiến bộ của họ, đặc biệt là trong việp áp dụng và cập nhật những chuẩn mực của nước Anh trong ngành truyền thông và công nghiệp chế biến. Mục tiêu ngầm là quảng cáo cho sự thu hút của New Zealand đối với khách du lịch và người nhập cư tiềm năng, trong khi tránh né những thông tin về mâu thuẫn xã hội gia tăng, bằng cách tập trung sự chú ý của báo chí Anh về một vùng đất ít người biết tới. Khi trở về Anh, trong một bài phát biểu tại Guildhall, London, George cảnh báo về "những ấn tượng dường như chiếm ưu thế hơn những người anh em cách chúng ta qua đại dương, Đất nước già phải tỉnh dậy nếu muốn duy trì vị trí cũ về tính ưu việt trong thương mại thuộc địa của mình chống lại đối thủ cạnh tranh ngoại quốc."
Ngày 9 tháng 11 năm 1901, George được phong tước Thân vương xứ Wales và Bá tước xứ Chester. Vua Edward muốn chuẩn bị cho con trai vai trò tương lai của ông trên cương vị Quốc vương. Ngược lại với Edward, người mà Victoria của Anh cố tình loại ông ra khỏi những công việc nhà nước, George được phép tiếp cận rộng rãi các tài liệu quốc gia của cha ông. George dần dần cho phép vợ ông xem các giấy tờ của ông, vì ông coi bà là người tư vấn và bà thường giúp chồng chuẩn bị cho những bài phát biểu. Là Thân vương xứ Wales, George ủng hộ những cải cách trong đào tạo hải quân, bao gồm việc các học viên được rèn luyện trong độ tuổi từ 12 và 13, và nhận được nền giáo dục giống nhau, dù cho địa vị và định hướng sau cùng của họ. Các cải cách được thực hiện bởi Đại thần hải vụ thứ hai (sau đó là thứ nhất), Jacky Fisher.
Từ tháng 11, 1905 đến tháng 3, 1906, George và May đến thăm Ấn Độ thuộc Anh, nơi ông tỏ ra tức giận bởi nạn phân biệt chủng tộc và vận đông cho sự tham gia nhiều hơn của người Ấn Độ trong chính phủ quốc gia. Chuyến đi diễn ra gần như ngay lập tức sau chuyến thăm Tây Ban Nha dự hôn lễ của Quốc vương Alfonso XIII với Victoria Eugenie của Battenberg, người em họ của George, trong sự kiện đó cô dâu và chú rể suýt chút nữa là bị ám sát. Một tuần sau khi trở về Anh, George và May đến Na Uy dự lễ đăng quang của Quốc vương Haakon VII, em họ của George, với Vương hậu Maud, em gái của George.

## Quốc vương và Hoàng đế

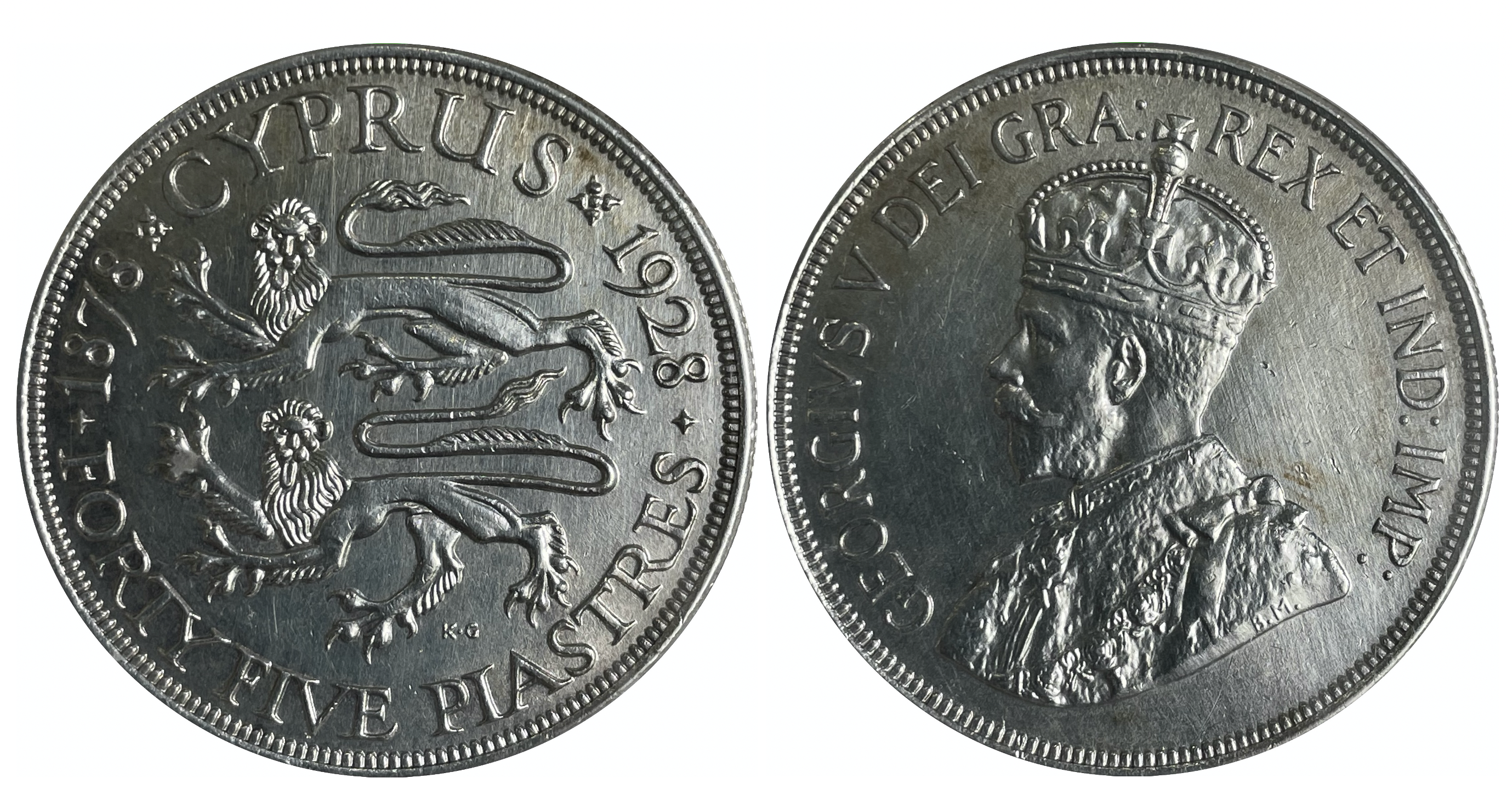
Xu bạc 45 piastre Síp thuộc Anh, đúc năm 1928 với chân dung vua George V đội Vương miện Thánh Edward

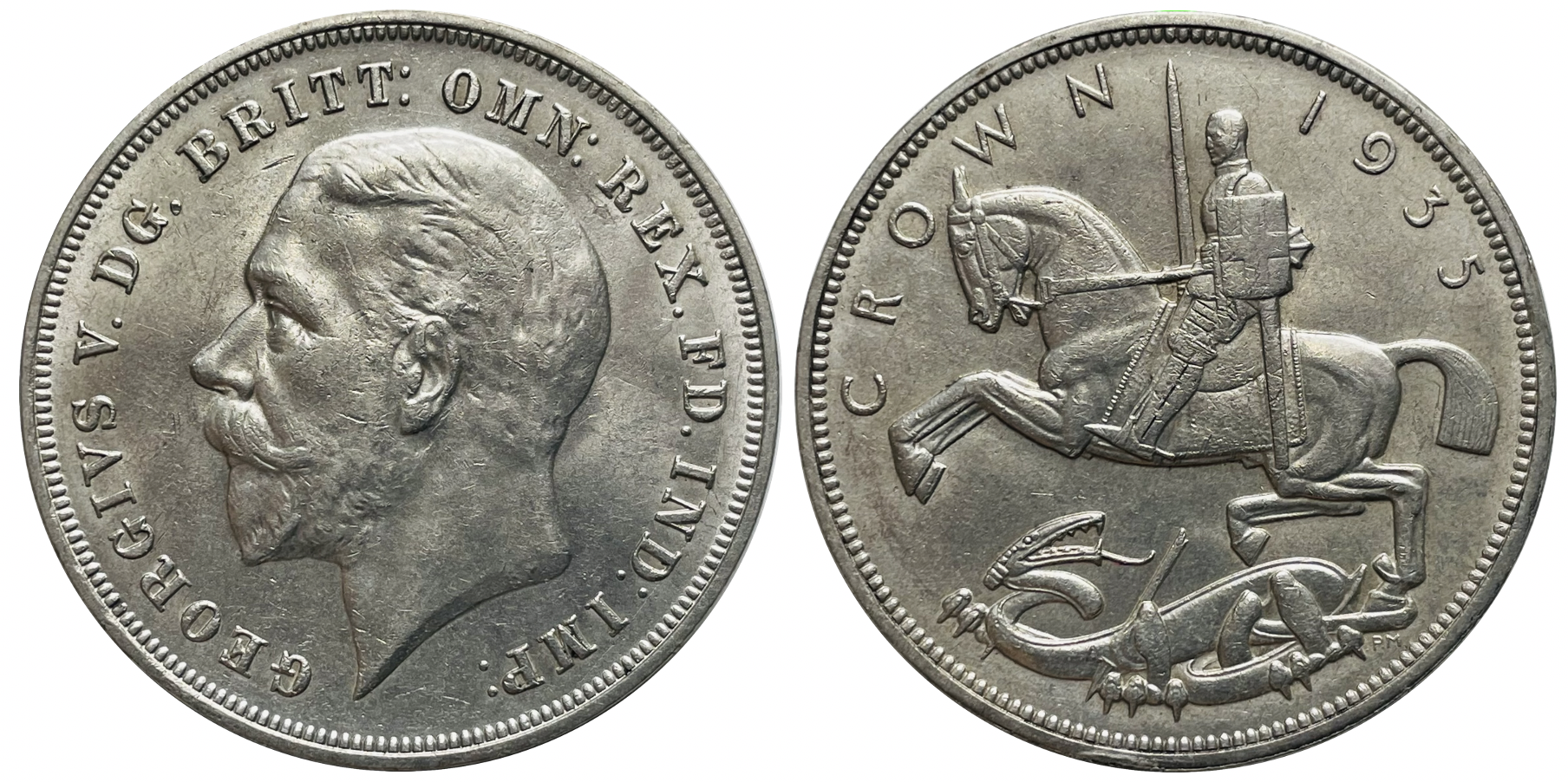
Xu bạc 1 crown George V Silver Jubilee - 1935

Ngày 6 tháng 5 năm 1910, Quốc vương Edward mất, và George lên ngôi. Ông viết trong quyển nhật ký, "Tôi đã mất đi người bạn tuyệt vời nhất và người cha tuyệt vời nhất ... Tôi không bao giờ to tiếng với ông ấy trong suốt cuộc đời tôi. Tôi đau lòng và choáng ngợp với sự đau buồn nhưng nhờ Chúa tôi sẽ gánh vác trách nhiệm và May thân yêu là niềm an ủi của tôi vì cô ấy luôn là như vậy. Xin Chúa cho tôi sức mạnh và hướng dẫn tôi thực hiện các nhiệm vụ nặng nề đang đặt trên vai tôi".
George không thích thói quen của vợ ông là dùng tên "Victoria Mary" khi ký vào các văn bản và tài liệu và đòi bà bỏ đi một trong hai chữ đó. Cả hai người đều nghĩ rằng bà không nên được gọi là Vương hậu Victoria (trong tiếng Anh là "Queen Victoria", rất giống với tước hiệu của Victoria của Anh), và vì thế bà được gọi là Vương hậu Mary. Cuối năm đó, một tuyên truyền viên Cấp tiến, Edward Mylius, đã xuất bản một tài liệu giả dối loan tin rằng George đã bí mật kết hôn ở Malta với một người đàn ông trẻ, và cuộc hôn nhân của ông với Vương hậu Mary là theo chế độ đa thê. Lời nói dối lần đầu được xuất bản năm 1893 nhưng George nhún vai xem đó như một trò đùa. Trong một nỗ lực để dẹp tan những tin đồn, Mylius bị bắt giữ, xét xử và bị kết án phỉ báng hình sự, và bị bỏ tù một năm.
George phản đối những đoạn có nội dung chống Công giáo trong Tuyên bố đăng quang mà ông sẽ đọc trong phiên khai mạc đầu tiên của Quốc hội. Ông cho biết rằng ông sẽ từ chối khai mạc Quốc hội trừ phi tuyên bố được sửa đổi. Vì vậy, Tuyên bố lên ngôi 1910 rút ngắn nội dung hơn và loại bỏ phần nhiều những từ ngữ gây khó chịu.

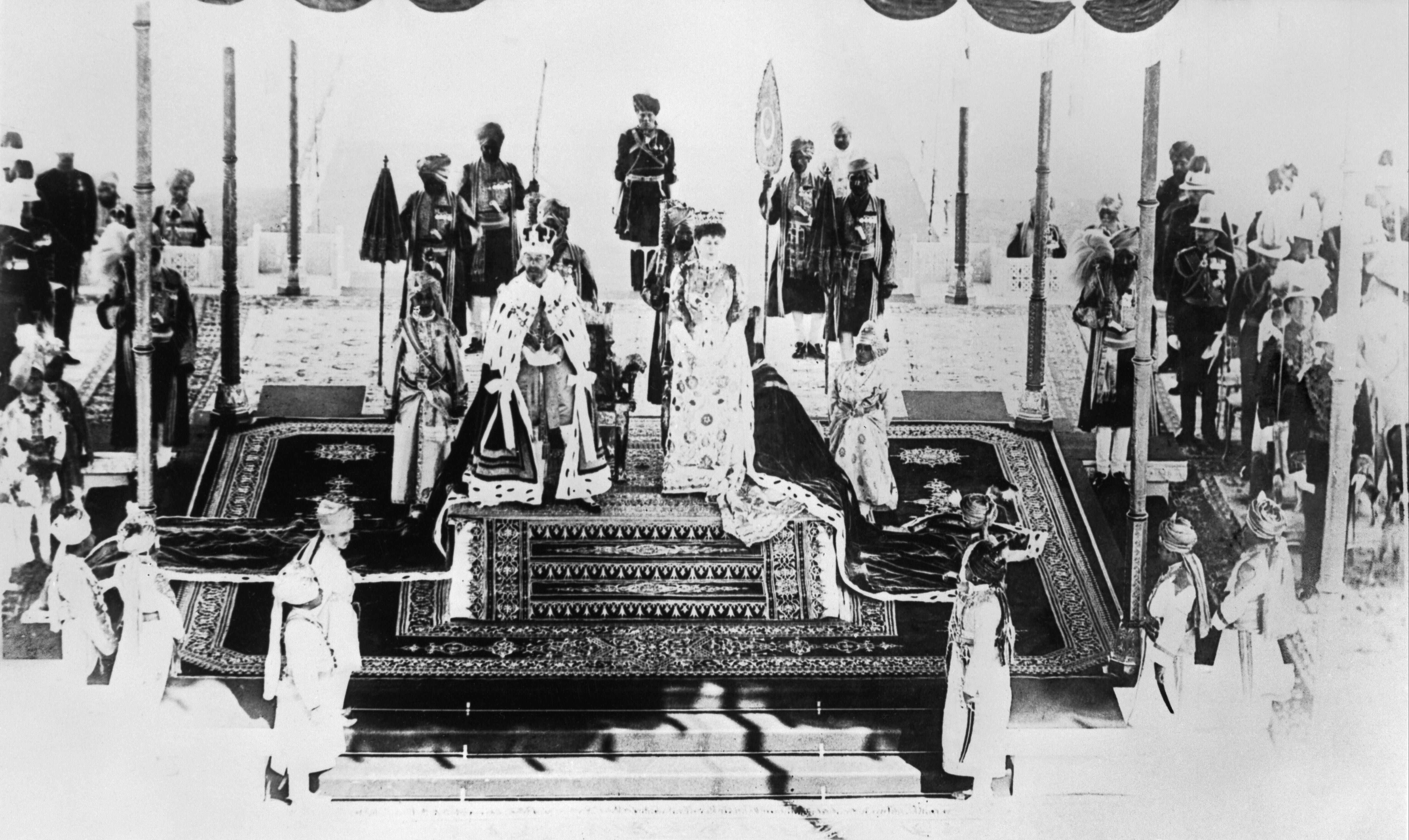
Vua George và Vương hậu Mary tại Delhi Durbar, 1911, nhà vua mặc hoàng phục, trên đầu đội Vương miện Nhà nước Đế chế.

Lễ đăng quang của George và Mary diễn ra tại Tu viện Westminster ngày 22 tháng 6 năm 1911, và tổ chức Liên hoan đế quốc ở London. Tháng 7, Vua và Vương hậu đến thăm Ireland trong năm ngày; họ nhận được sự chào đón cuồng nhiệt, với hàng ngàn người đứng hai bên đường cổ vũ cho cuộc diễu hành. Cuối năm 1911, Quốc vương và Vương hậu đến Ấn Độ làm lễ lên ngôi, nơi đây họ nhận được sự triều kiến của các chức sắc Ấn Độ và các hoàng thân với cương vị Hoàng đế và Hoàng hậu Ấn Độ ngày 12 tháng 12 năm 1911. George được tôn làm Hoàng đế của Ấn Độ tại buổi lễ, và tuyên bố dời đô từ Calcutta tới Delhi. Họ đi khắp tiểu lục địa, và George có cơ hội tham gia trò chơi săn bắn lớn tại Nepal, bắn hạ được 21 con hổ, tám con tê giác và một con gấu trong hơn 10 ngày. Ông là một tay thiện xa lão luyện và cừ khôi. Ngày 18 tháng 12 năm 1913 ông đã bắn được hơn 1000 con chim trĩ trong sáu giờ tại tư gia của Nam tước Burnham, dù cho ông thậm chí đã thừa nhận vào ngày hôm đó rằng "chúng ta đã đi xa một chút".

### Hoạt động chính trị

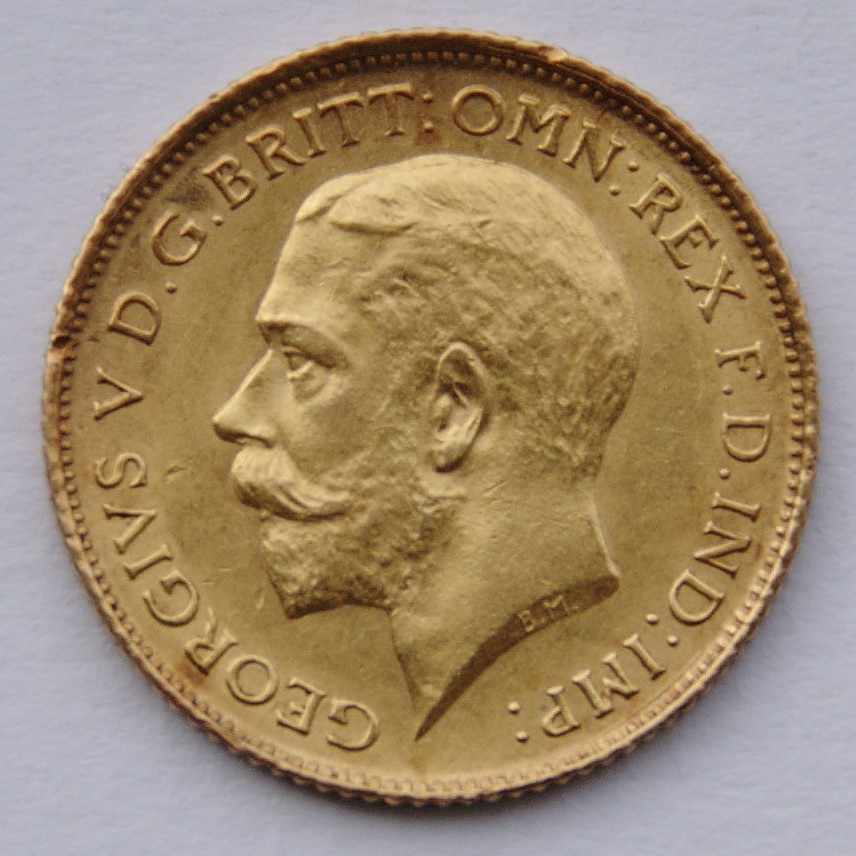
A half-sovereign minted during George's reign (Bertram Mackennal, sculptor)

George kế vị ngai vàng vào thời điểm chính trị bất ổn. Ngân sách của dân, một dự luật của Lloyd George bị bác bỏ năm trước bởi Đảng bảo thủ và đảng viên Hợp nhất - chi phối Thượng viện, trái với nguyên tắc thông thường là các lãnh chúa sẽ không phủ quyết những dự luật tài chính. Thủ tướng đảng Tự do H. H. Asquith đề nghị vua tiên vương đưa ra cam kết rằng ông ta sẽ tấn phong các khanh tướng của đảng Tự do vào Thượng viện một số lượng đủ để thông qua dự luật. Edward đã miễn cưỡng bằng lòng, với điều kiện các khanh tướng vẫn từ chối ngân sách sau hai lần bầu cử liên tiếp. Sau tuyển cử tháng 1 năm 1910, các khanh tướng Bảo thủ chấp nhận ngân sách, trong tình hình là chính phủ hiện tại đã có sự ủy nhiệm của cử tri, để thông qua dự luật mà không cần Thượng viện.
Asquith cố gắng hạn chế quyền lực của các Lãnh chúa thông qua việc cải cách hiến Pháp, và một lần nữa bị bác bỏ ở Thượng viện. Một hội nghị cải cách hiến pháp bị thất bại vào tháng 11 năm 1910 sau 21 cuộc họp. Asquith và Huân tước Crewe, người lãnh đạo đảng Tự do trong Thượng viện, đề nghị George ban lệnh giải thể, dẫn đến cuộc bầu cử thứ hai, và hứa tấn phong đủ số lượng các khanh tướng đảng Tự do nếu Thượng viện lại bác dự luật một lần nữa. Nếu George từ chối, chính phủ Tự do sẽ từ chức, điều này sẽ dẫn đến sự lan truyền trong các đảng chính trị rằng Quốc vương đã đứng về phe "các khanh tướng chống lại người dân". Hai thư ký riêng của Quốc vương, Huân tước Knollys và Stamfordham, cho ông những lời khuyên trái ngược nhau. Knollys, đảng viên Tự do, khuyên George chấp nhận yêu cầu của Chính phủ, trong khi Stamfordham, thuộc đảng liên minh, khuyên George chấp nhận nội các từ nhiệm. Cũng như phụ thân, George miễn cưỡng đồng ý giải tán chính phủ và tấn phong khanh tướng, mặc dù ông cảm thấy các bộ trưởng đã lợi dụng sự thiếu kinh nghiệm của vị vua mới lên ngôi để doạ nạt ông. Sau cuộc tuyển cử tháng 12 năm 1910, các Lãnh chúa thông qua dự luật trong lúc mối đe dọa tràn ngập Thượng viện với các khanh tướng mới. Tiếp theo là Đạo luật Nghị viện 1911 vĩnh viễn loại bỏ – với một vài trường hợp ngoại lệ – quyền phủ quyết của Thượng viện. Quốc vương về sau nhận thấy rằng Knollys đã ngăn giữ không cho đến tai ông những thông tin rằng phe đối lập đã chuẩn bị thành lập chính phủ nếu đảng Tự do đồng loạt từ chức.
Các cuộc tuyển cử năm 1910 đã để lại hậu quả là chính phủ của đảng Tự do phải phụ thuộc vào sự ủng hộ của Đảng Dân tộc Ireland. Theo mong muốn của Đảng dân tộc, Asquith giới thiệu đạo luật trao quyền tự trị cho Ireland, nhưng Đảng Bảo thủ và Liên minh chống lại. Bất bình gia tăng đối với Dự luật Tự Trị, thứ sẽ không bao giờ thành luật nếu không có Đạo luật Nghị viện, quan hệ giữa Knollys và đảng Bảo thủ ngày càng tồi tệ, và ông ta bị ép phải về hưu. Trong tuyệt vọng để tránh viễn cảnh nội chiến ở Ireland giữa Liên minh và Đảng Dân tộc, George triệu tập một cuộc gặp giữa tất cả các bên tại Cung điện Buckingham vào tháng 7 năm 1914 trong một nỗ lực để đàm phán. Sau 4 ngày, cuộc họp kết thúc mà không đi đến thỏa thuận nào. Ngày 18 tháng 9 năm 1914, Quốc vương – vốn đã cân nhắc việc phủ quyết – lại đồng tình Dự luật Tự trị sau khi nó đã được thông qua bởi Westminster, nhưng việc thực hiện nó bị hoãn lại bởi đạo luật treo vì sự bùng nổ của Chiến tranh thế giới thứ nhất.

### Chiến tranh thế giới thứ nhất

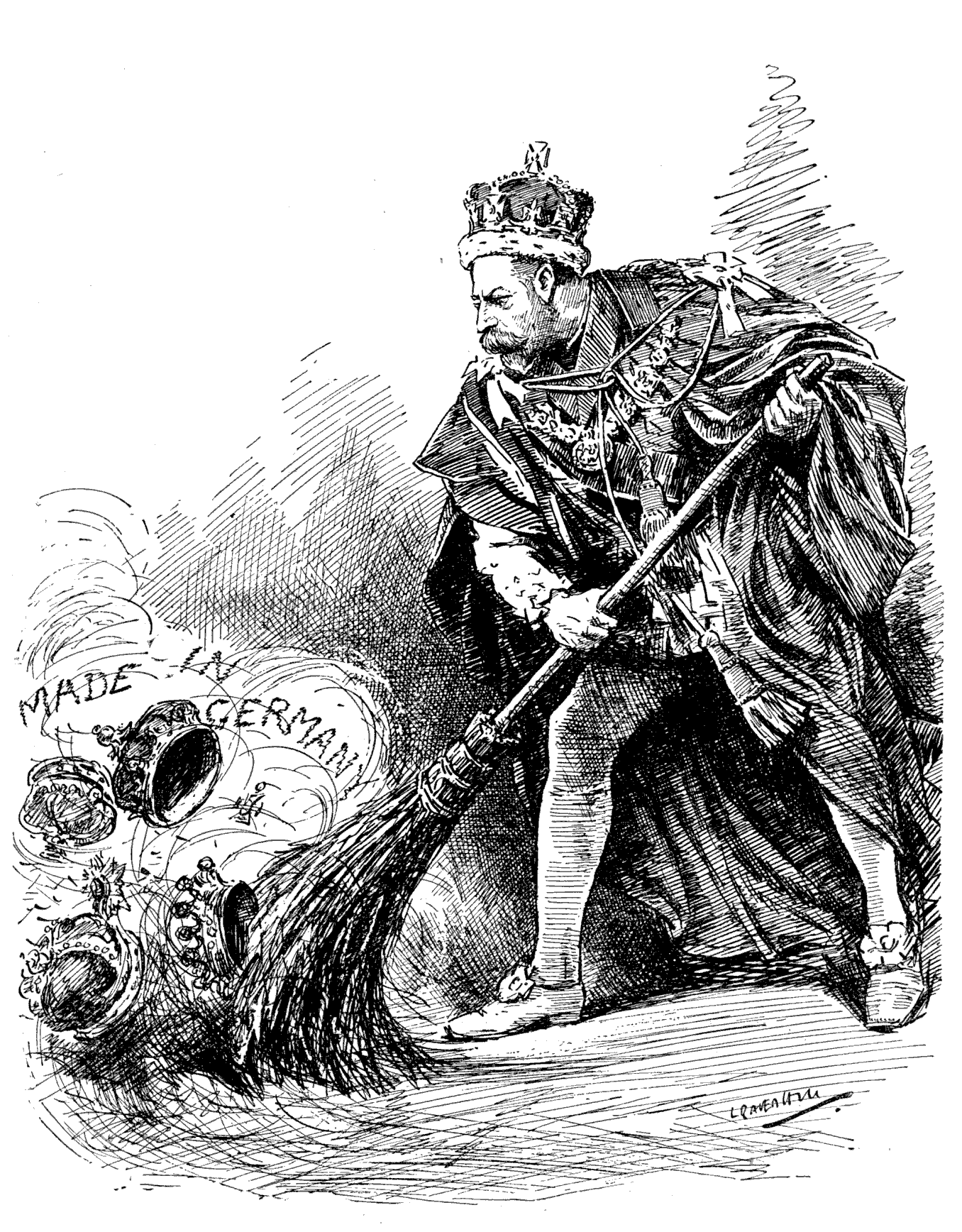
"A good riddance"
Một bức tranh đả kích năm 1917 của tạp chí Punch mô tả vua George đang phủi sạch hết mọi danh hiệu Đức.

Từ 1914 đến 1918, Anh và các đồng minh tham gia chiến tranh với Liên minh Trung tâm, được lãnh đạo bởi Đế quốc Đức. Hoàng đế Đức Wilhelm II, người đã cho dân Anh chứng kiến nỗi kinh hoàng của chiến tranh, là anh họ của Quốc vương George V. Ông nội của Quốc vương và ông ngoại của Đức hoàng là Albrecht xứ Sachsen-Coburg và Gotha; do đó, Quốc vương và các con ông từ lúc chào đời đã mang danh hiệu "Vương tôn" và "Vương tôn nữ/Vương tôn phi" của Sachsen-Coburg và Gotha và Công tước và Nữ Công tước/Công tước phu nhân xứ Sachsen. Vương hậu Mary, mặc dù là người Anh theo huyết thống của mẹ bà, nhưng cha bà là Công tước xứ Teck, một hậu duệ của Công tước Württemberg nước Đức. Nhà vua có anh em rể và anh em họ là thần dân Anh nhưng mang danh hiệu Đức chẳng hạn như Công tước và Công tước phu nhân xứ Teck, Thân vương tử và Thân vương nữ/Thân vương tử phi Battenberg, và Thân vương tử và Thân vương nữ xứ Schleswig-Holstein. Khi H. G. Wells viết về "triều đình ngoại quốc và tẻ nhạt", George tuyên bố một câu nổi tiếng: "Trẫm có thể gọi là tẻ nhạt, nhưng trẫm sẽ bị nguyền rủa nếu như trẫm ngoại quốc."
Ngày 17 tháng 7 năm 1917, George xoa dịu dân Anh bằng cách ra một thông cáo vương thất đổi tên triều đình từ tên Đức là Vương tộc Saxe-Coburg và Gotha thành Vương tộc Windsor. Ông và tất cả bà con người Anh từ bỏ các danh hiệu Đức, mà chấp nhận tên họ Anh. George bù trừ những bà con nam bằng cách tấn phong họ là quý tộc Anh. Em họ của ông, Thân vương tử Louis xứ Battenberg, người vào đầu cuộc chiến bị buộc phải từ chức Hải vụ Đại thần thứ nhất vì phong trào chống Đức, trở thành Louis Mountbatten, Hầu tước Milford Haven thứ nhất, trong khi anh trai của Vương hậu hậu Mary đổi thành Adolphus Cambridge, Hầu tước Cambridge thứ nhất, và Alexander Cambridge, Bá tước Athlone thứ nhất. Hai người em họ khác của George, con gái của Vương nữ Helena là Helena Victoria và Marie Louise của Schleswig-Holstein thì được gọi lần lượt là Princess Helena Victoria (Vương nữ Helena Victoria) và Princess Marie Louise, (Vương nữ Marie Louise) loại bỏ đi hậu tố chỉ định xuất thân của hai chị em.
Trong Những lá thư rõ ràng công bố ngày 11 tháng 12 năm 1917 Quốc vương giới hạn kính xưng "His (or Her) Royal Highness" và chức tước trên danh nghĩa "Prince (hoặc Princess) của Liên hiệp Anh và Ireland" đối với các con của Quốc vương, cháu nội của Quốc vương và con trai trưởng còn sống của con trai trưởng của Thân vương xứ Wales. Những lá thư rõ ràng cũng chỉ rõ rằng "kính xưng Royal Highness, Highness hay Serene Highness, và những chức tước trên danh nghĩa của Prince và Princess sẽ ngừng cấp ngoại trừ những chức danh đã được cấp và vẫn không bị hủy bỏ". Người thân của George đã đứng về phe Đức, chẳng hạn như Prince Ernst August của Hanover, Công tước Cumberland và Teviotdale thứ ba (cháu chắt nội đích tôn của George III) và Vương thân Carl Eduard, Công tước Albany và công tước đương nhiệm của Saxe-Coburg và Gotha (cháu nội dòng nam của Victoria của Anh), bị đình chỉ tư cách quý tộc anh bởi Đạo luật tước danh hiệu năm 1919. Dưới áp lực từ Vương thái hậu Alexandra, George cũng từ bỏ những cờ lệnh Gater của các thân thuộc người Đức của ông trong Nhà nguyện Thánh George, Lâu đài Windsor.

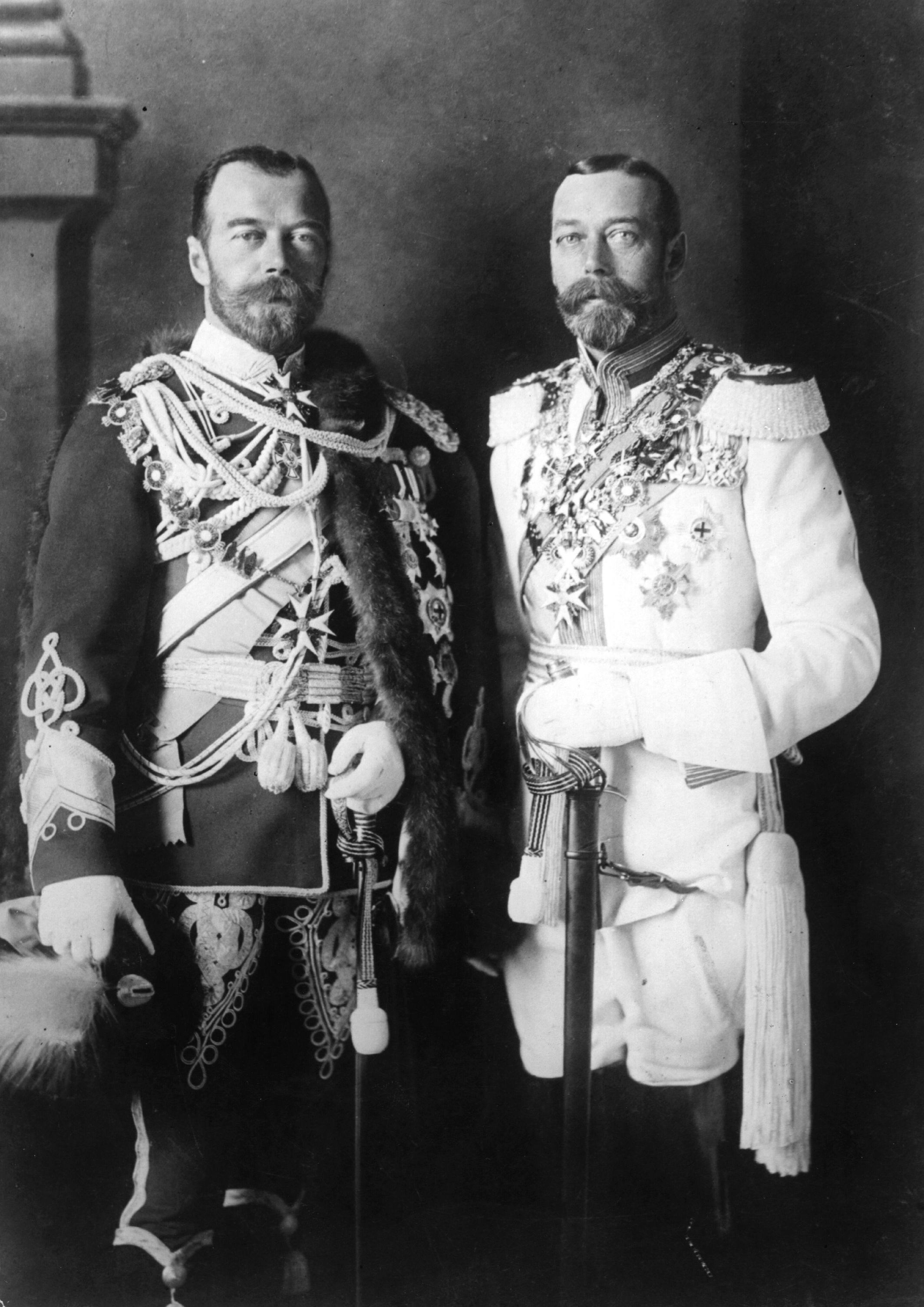
George V (bên phải) và người anh em họ có thể chất tương tự ông Sa hoàng Nikilai II của Nga mặc quân phục Đức ở Berlin vào trước cuộc chiến.

Khi Sa hoàng Nikolai II của Nga, người em họ của George V (mẹ của hai người là chị em với nhau), bị lật đổ trong Cách mạng Nga 1917, chính phủ Anh cho phép Nga hoàng và gia đình đến cư trú tại đất nước này, nhưng George V lo ngại rằng việc cho Sa hoàng tị nạn sẽ là hành động tự sát chính trị và rất rủi ro dẫn đến một cuộc cách mạng, nên ông nghĩ rằng sự hiện diện của hoàng gia Nga là không phù hợp.
Mặc dù những tuyên bố về sau của Huân tước Mountbatten của Miến Điện rằng Thủ tướng Lloyd George phản đối việc cứu viện cho hoàng gia Nga, những bức thư của Lord Stamfordham gợi ý rằng chính George V là người phản đối ý kiến này, chứ không theo lời khuyên từ chính phủ. Chi tiết kế hoạch cuộc giải cứu được thực hiện bởi MI1, một chi nhánh của cơ quan mật vụ Anh, nhưng vì thế lực ngày càng lớn của những người cách mạng Bolshevik và những khó khăn lớn hơn từ cuộc chiến tranh, kế hoạch không bao giờ được thực hiện. Nga hoàng và gia đình ông vẫn ở Nga, nơi họ bị giết bởi những người Bolsheviks năm 1918. Vào năm sau, Hoàng thái hậu nước Nga (dì của George) Dagmar của Đan Mạch cùng các thành viên khác của hoàng gia được cứu thoát ở Krym bởi các tàu Anh.
Hai tháng trước khi kết thúc chiến tranh, con trai út của Quốc vương, John, chết ở tuổi 13 sau một thời gian dài bệnh tật. George đã được Vương hậu Mary thông báo về cái chết của cậu, bà viết, "[John] là người khiến chúng tôi lo lắng trong nhiều năm ... Sự suy sụp đầu tiên trong gia đình chúng tôi thật khó chịu nhưng mọi người thật tốt bụng & cảm thông & và giúp đỡ chúng tôi rất nhiều."
Tháng 5 năm 1922, Quốc vương đến thăm Bỉ và miền bắc nước Pháp, thăm nghĩa trang chiến tranh thế giới và đài tưởng niệm được xây dựng bởi Imperial War Graves Commission. Sự kiện được miêu tả trong một bài thơ, The King's Pilgrimage của Rudyard Kipling. Chuyến thăm này, và một chuyến thăm ngắn đến Ý năm 1923, là những lần hiếm hoi George đồng ý rời khỏi nước Anh làm việc công sau khi chiến tranh chấm dứt.

### Trị vì sau Đại chiến

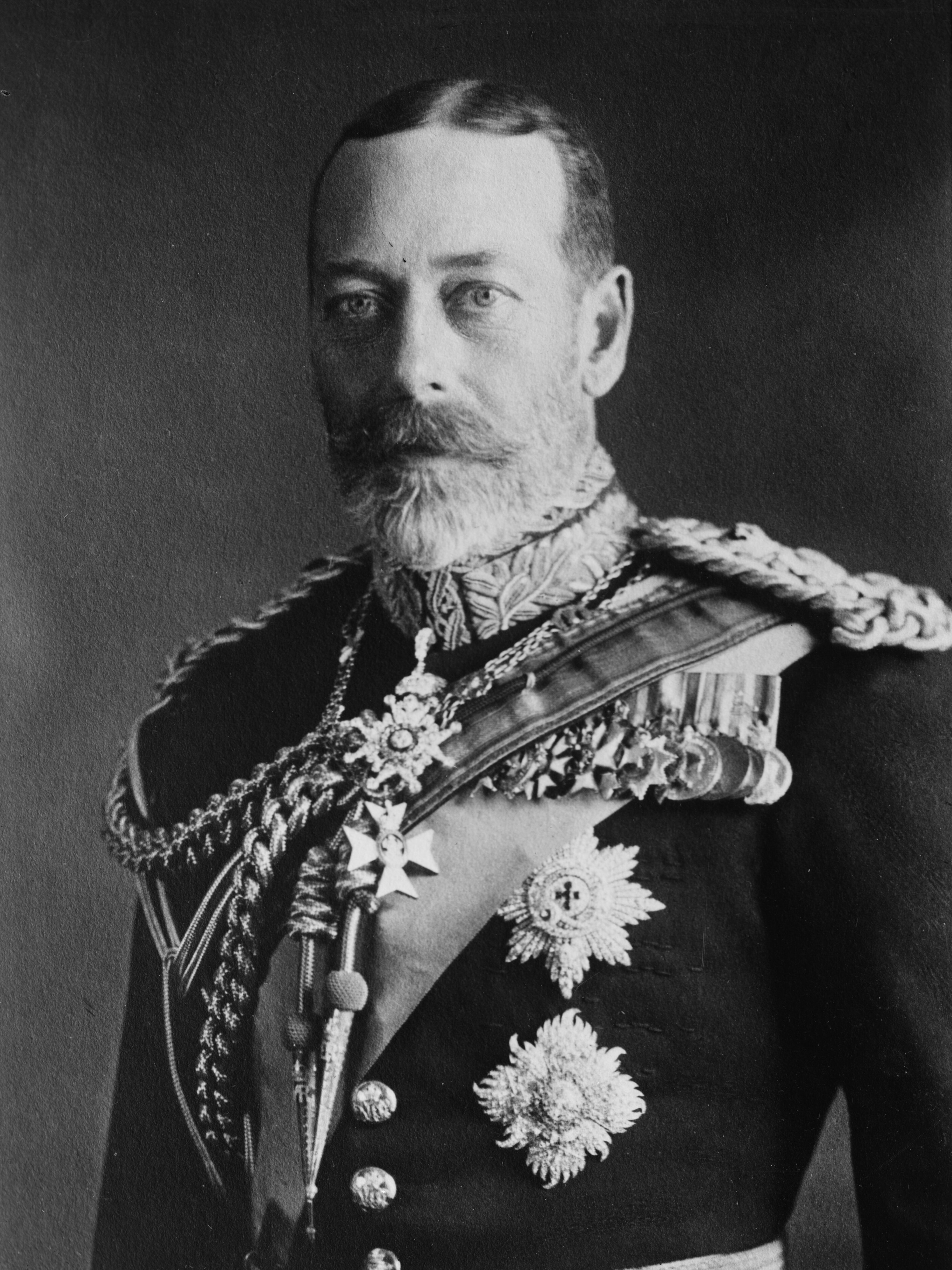
Quốc vương George V năm 1923.

Trước chiến tranh thế giới, nhiều nước châu Âu được cai trị bởi các quân vương là người thân của George, nhưng trong và sau thế chiến, chế độ quân chủ ở Áo, Đức, Hi Lạp, Tây Ban Nha, cũng như Nga, suy yếu hoặc diệt vong bởi các cuộc cách mạng và chiến tranh. Tháng 3 năm 1919, Trung tá Edward Lisle Strutt được sự ủy nhiệm của cá nhân Quốc vương đến hộ tống cựu hoàng Karl I của Áo và gia đình ông ta đến tị nạn tại Switzerland. Năm 1922, một con tàu của Hải quân hoàng gia được gửi đến Hi Lạp để giải cứu em họ của George, Vương tử và Vương tức Andreas. Andreas là cháu của Thái hậu Alexandra thông qua anh trai của bà là Georgios I của Hy Lạp, và Vương tức Andreas là con gái của Louis xứ Battenberg, một vương thân người Đức được phong làm quý tộc Anh năm 1917. Các con của họ bao gồm Prince Philip, người về sau kết hôn với cháu nội của George, Elizabeth II. Chế độ quân chủ ở Hi Lạp được trung hưng lần nữa không lâu trước cái chết của George.
Bất ổn chính trị tiếp tục gia tăng ở Ireland vì Đảng dân tộc phát động cuộc chiến vì nền độc lập; George bày tỏ nỗi kinh hoàng của ông vì việc chính phủ cho phép sự giết chóc và trả đũa với Thủ tướng David Lloyd George. Tại phiên khai mạc Quốc hội Bắc Ireland ngày 22 tháng 6 năm 1921, Quốc vương, trong bài phát biểu một phần được soạn bởi Lloyd George và tướng Jan Smuts, kêu gọi hòa giải. Một vài tuần sau, một thỏa thuận ngừng bắn được công bố. Các cuộc đàm phán giữa Anh và những người li khai Ireland đã dẫn đến Hiệp ước Anh-Ireland. Cuối năm 1922, Ireland được phân chia, Nhà nước Ireland tự do được thành lập, và Lloyd George rời khỏi chức vụ.
Quốc vương và các cố vấn lo ngại về sự trỗi dậy của chủ nghĩa xã hội và phong trào công nhân ngày càng phát triển, điều mà họ nhầm lẫn là có liên quan đến chủ nghĩa cộng hòa. Các nhà xã hội không còn tin tưởng và những khẩu hiệu chống lại nền quân chủ và sẵn sàng đi đến thỏa thuận nếu phe bảo hoàng tỏ có những hành động trước. George đã chấp thuận một nền dân chủ rộng rãi hơn nữa, kể cả việc vượt qua lằn ranh giai cấp và đem đến một chế độ quân chủ gần gũi hơn với quần chúng và tầng lớp lap động-một sự thay đổi như một vở kịch cho Quốc vương, người bây giờ đang thoải mái nhất với các sĩ quan hải quân và quý tộc có đất đai. Ông thiết lập mối quan hệ thân thiện với các chính trị gia Công đảng và cán bộ công đoàn. Ông từ bỏ cách ứng xử xa lánh xã hội của vương thất và tăng cường tính đại chúng của nó trong cuộc khủng hoảng những năm 1920 và trong hơn hai thế hệ sau đó.
Những năm từ 1922 đến 1929 chứng kiến sự thay đổi thường xuyên trong chính phủ. Năm 1924, George bổ nhiệm Thủ tướng Công đảng đầu tiên, Ramsay MacDonald, trong sự vắng mặt của thế đa số trong ba đảng lớn. Sự tiếp thu lịch thiệp và hiểu biết của George đối với chính phủ Công đảng đầu tiên (kéo dài chưa tới một năm) làm lắng đi những nghi ngờ của các cảm tình viên trong đảng. Trong Tổng tấn công năm 1926 nhà vua khuyên chính phủ đảng Bảo thủ của Stanley Baldwin chống lại những hành động khiêu khích, và một ngoại lệ khi ông gợi ý rằng những kẻ tấn công là "nhà cách mạng" nói rằng, "Hãy sống với tiền lương của họ trước khi các ngươi đánh giá họ"

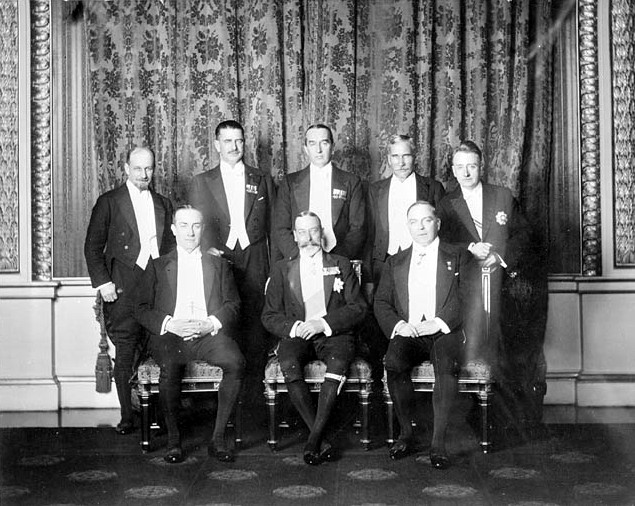
Hội nghị đế quốc 1926: George V và các thủ tướng bởi Đế quốc. Theo chiều kim đồng hồ từ điểm chính giữa phía trước: George V, Baldwin (Vương quốc Anh), Monroe (Newfoundland), Coates (New Zealand), Bruce (Úc), Hertzog (Nam Phi), Cosgrave (Ireland tự do), King (Canada).

Năm 1926, George tổ chức Hội nghị đế quốc ở London tại đó Tuyên ngôn Balfour chấp nhận các lãnh địa Anh được tăng thêm quyền tự trị "Cộng đồng tự trị trong đế quốc Anh, bình đẳng về địa vị, không bên nào nằm dướng bên nào". Năm 1931, Quy ước Westminster chính thức xác lập vị trí của George là "biểu tượng của liên kết tự do giữa các thành viên trong Khối thịnh vượng chung các quốc gia". Tuyên ngôn xác định "bất kì thay đổi nào trong luật pháp động chạm đến chuyện kế vị ngai vàng hay các huy hiệu và danh hiệu hoàng gia" đều đòi hỏi phải có sự chấp thuận của Nghị viện của các thuộc địa cũng như Nghị viện tại Westminster, chính phủ Anh không thể ban hành luật pháp cho các lãnh địa, ngoại trừ có thỏa thuận từ trước.
Trong sự bùng nổ của khủng hoảng tài chính thế giới, Quốc vương khuyến khích thành lập một Chính phủ Dân tộc năm 1931 lãnh đạo bởi MacDonald và Baldwin, và tình nguyện cắt giảm danh sách dân sự để giúp cân bằng ngân sách. Ông quan tâm đến sự mạnh lên của Đức dưới thời Adolf Hitler và Đảng Quốc xã. Năm 1934, Quốc vương thẳng thắn nói với sứ thần Đức Leopold von Hoesch rằng Đức quốc bây giờ là hiểm họa của thế giới, và đang hướng về một cuộc chiến tranh trong vòng 10 năm nếu mọi chuyện vẫn như thế này; ông cảnh báo đại sứ Anh tại Berlin Eric Phipps để mắt tới đảng Quốc xã.
Năm 1932, George đồng ý phát biểu thông điệp Giáng sinh vương thất trên radio, một sự kiện về sau trở thành thông lệ hàng năm. Lúc ông không thích sự đổi mới này nhưng đã bị thuyết phục bởi những lập luận rằng đó là điều mà thần dân của ông muốn. Vào dịp Lễ kỉ niệm bạc của ông năm 1935, ông đã là một vị Quốc vương được yêu quý, ông nói lời đáp tạ sự bợ đỡ của đám đông rằng, "Trẫm không thể hiểu được, sau tất cả mọi thứ trẫm vẫn chỉ là một thằng cha rất bình thường."

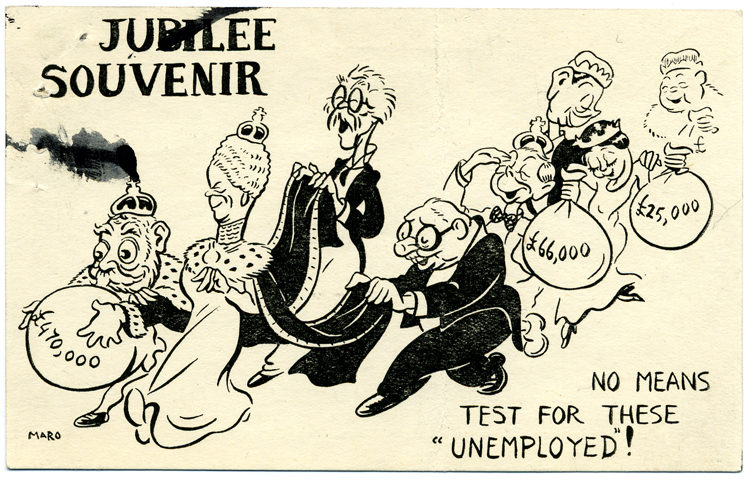
"No means test for these 'unemployed!" của Maro, 1935. Đại lễ bạc của Vua George V được tổ chức trên khắp nước Anh, nhưng trong bối cảnh tình hình tài chính tồi tệ không phải tất cả mọi người đều đồng tình với chi tiêu quá trớn của hoàng gia.

Quan hệ của George với trưởng tử và người thừa kế, Edward, trở nên tồi tệ trong những năm cuối đời. George thất vọng về thất bại của Edward trong việc ổn định cuộc sống và kinh hoàng vì mối quan hệ của anh ta với những phụ nữ đã có chồng. Ngược lại, ông thương yêu Vương tử thứ hai, Vương tử Albert (về sau là George VI), và cưng chiều đứa cháu gái lớn tuổi nhất của ông, Vương tôn nữ Elizabeth xứ York; ông đặt biệt danh cho cháu nội là "Lilibet", và cô trìu mến gọi ông là "Người ông Anh quốc". Năm 1935, George nói với con trai ông Edward: "Sau khi trẫm chết đi, con sẽ hủy hoại chính mình trong 12 tháng", và nói với Albert cùng Elizabeth: "Trẫm cầu Chúa rằng con trưởng của trẫm sẽ không bao giờ kết hôn và có con, để không có gì ngăn cản Bertie và Lilibet đến ngai vàng."

### Suy yếu và tạ thế
Chiến tranh thế giới thứ nhất gây ra nhiều thiệt hại cho sức khỏe của George: ông bị thương nặng ngày 28 tháng 10 năm 1915 khi ngã ngựa trong một chuyến duyệt quân ở Pháp, và thói quen hút thuốc của ông làm trầm trọng hơn các vấn đề về hô hấp. Ông mắc bệnh nghẽn phổi mãn tính và viêm màng phổi. Năm 1925, theo chỉ định của các bác sĩ, ông miễn cưỡng đi điều dưỡng ở Địa Trung Hải, và đó là chuyến đi nước ngoài đầu tiên của ông kể từ sau chiến tranh, và cũng là lần cuối. Tháng 11 năm 1928, ông lâm bệnh nặng có vẻ do nhiễm trùng máu, và trong hai năm tiếp theo con trai ông Edward đã gánh vác nhiều nhiệm vụ của ông. Năm 1929, một đề nghị ra nước ngoài điều dưỡng bị nhà vua bác bỏ "bằng những câu nói cứng rắn". Thay vào đó, ông nghỉ ngơi ba tháng ở Craigweil House, Aldwick, tại khu resort trên bờ biển Bognor, Sussex. Vì kết quả của chuyến thăm của ông, thị trấn được mang thêm tên hậu tố "Regis", tiếng Latinh có nghĩa là "của quốc vương". Một huyền thoại khác về sau được phổ biến rằng những lời cuối cùng của ông, khi ông được thông báo rằng ông sẽ sớm hồi phục để lại đến thăm thị trấn, là "Bugger Bognor!"
George không bao giờ hồi phục hoàn toàn. Trong những năm cuối, ông thỉnh thoảng phải dùng bình oxi. Sự qua đời của em gái ông thương yêu Victoria tháng 12 năm 1935 làm ông buồn phiền sâu sắc. Vào buổi chiều ngày 15 tháng 1 năm 1936, Quốc vương bước vào phòng ngủ của ông ở dinh thự Sandringham và phàn nàn là bị cảm lạnh; ông vẫn ở trong phòng cho đến lúc tạ thế. Ông trở nên yếu dần đi, lúc mê lúc tỉnh. Thủ tướng Baldwin về sau nói rằng:
mỗi lần Đức vua có ý thức thì ngài quan sát hoặc hỏi han một ai đó, một vài lời nói thể hiện lòng biết ơn đối với sự tử tế được bài tỏ lúc này. Nhưng ngài đã nói với thư ký riêng của ngài khi ngài nhìn anh ta: "Đế quốc như thế nào?" Một câu nói không bình thường trong hoàn cảnh đó, và thư ký nói: "Tất cả đều tốt, thưa Bệ hạ, và Đế quốc", và nhà vua mỉm cười với anh ta rồi bất tỉnh một lần nữa.

Ngày 20 tháng 1, ông đã gần tạ thế. Các bác sĩ riêng của ông, đứng đầu là Huân tước Dawson của Penn, cho phát một bản tin với những từ ngữ sau đó trở nên nổi tiếng: "Cuộc đời của Quốc vương đang tiến gần đến hồi kết" Nhật ký riêng của Dawson, được lật ra sau qua đời của ông và được công bố năm 1986, tiết lộ những lời cuối cùng của ông, là một lời nguyền rủa "Chúa nguyền rủa nhà ngươi!", nói với y tá của ông, Catherine Black, khi cô ta đưa cho ông một viên thuốc an thần vào ngày 20 tháng 1. Dawson viết rằng ông đã đẩy nhanh tạ thế của Quốc vương bằng cách cho ông một mũi có kết hợp morphine và cocaine. Dawson ghi chú ông hành động như vậy để bảo vệ nhân phẩm của Quốc vương, giảm sự căng thẳng của gia đình, và do đó Quốc vương tạ thế lúc 11:55 tối. và sự việc được công bố trên bản tin sáng của báo The Times chứ không phải là "một tờ báo buổi tối không thích hợp".

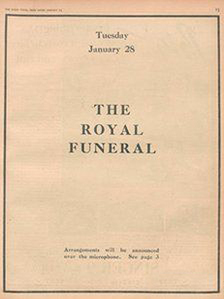
Radio Times về ngày tang lễ, 28 tháng 1, 1936, đọc rằng "Sự dàn xếp sẽ được công bố qua chiếc microphone"

Nhà soạn nhạc người Đức Paul Hindemith đi đến một xưởng phim BBC vào buổi sáu sau khi Quốc vương qua đời và dành sáu giờ để viết Trauermusik (nhạc tang lễ). Nó được trình chiều vào buổi chiều cùng ngày trên chương trình phát sóng trực tiếp của BBC, với Adrian Boult tiến hành BBC Symphony Orchestra và nhạc sĩ độc tấu.
Tại đám rước di thể của George vào quan tài tại Đại sảnh Westminster, một phần của Imperial State Crown rơi từ trên quan tài xuống rãnh nước. Vị tân vương Edward VIII, thấy được hình ảnh đó và cho rằng nó là một điều xấu cho triều đại mới của ông. Như một dấu hiệu cho thấy sự tôn trọng người cha quá cố, bốn người con trai còn sống của George V là: Edward, Albert, Henry, và George, đứng suốt đêm để canh giữ quan tài, được gọi là "Sự thức khuya của các Vương tử, tại nhà táng vào cái đêm trước đám tang. Sự kiện như thế không được lặp lại cho đến ngày mất của vợ của George, Thái hậu Elizabeth, năm 2002. George V được chôn cất tại Nhà nguyện Thánh George, Lâu đài Windsor, ngày 28 tháng 1 năm 1936.. Sau khi George V qua đời, con trai đầu lên ngôi vào  ngày 20 tháng 1 năm 1936 là Edward VIII và thoái vị ngay trong năm đó, và em trai ông ta Albert, Công tước York, lên ngôi vua (lấy vương hiệu là George VI).

## Miêu tả trên màn ảnh
Trên màn ảnh, George được khắc họa bởi:
- Henry Warwick trong bộ phim câm 1918 Why America Will Win
- William Gaffney trong bộ phim câm 1919 The Great Victory, Wilson or the Kaiser? The Fall of the Hohenzollerns
- Derek Erskine trong bộ phim câm 1925 The Scarlet Woman: An Ecclesiastical Melodrama
- Carleton Hobbs trong bộ phim năm 1965 A King's Story
- Michael Osborne năm 1975 trong series phim ATV Edward the Seventh
- Marius Goring năm 1978 trong series của Thames Television, Edward & Mrs. Simpson
- Keith Varnier năm 1978 trong series kịch của LWT, Lillie
- Rene Aranda năm 1980 trong series phim The Fiendish Plot of Dr. Fu Manchu
- Guy Deghy năm 1981, series phim Southern Television, Winston Churchill: The Wilderness Years
- Andrew Gilmour năm 1985, A Thousand Skies của ÚC
- David Ravenswood năm 1990 trong series The Great Air Race của Úc
- John Warner năm 1991, phim truyền hình RTÉ, The Treaty
- David Troughton năm 1999, phim của BBCAll the King's Men
- Rupert Frazer năm 2002, TV miniseries Shackleton
- Alan Bates năm 2002 bộ phim truyền hình Bertie and Elizabeth
- Tom Hollander năm 2003, The Lost Prince của BBC
- Clifford Rose năm 2005, bộ phim truyền hình Wallis & Edward
- Andrew Pritchard năm 2005 phim tài liệu Anh The First Black Britons
- Julian Wadham năm 2007, phim truyền hình My Boy Jack
- Michael Gambon năm 2010, phim The King's Speech
- James Fox năm 2011, phim W.E.
- Guy Williams hồi Giáng sinh 2013, Downton Abbey
- Tom Hollander năm 2021, bộ phim The Kings Man

## Danh hiệu, huy hiệu, huân chương

### Danh hiệu
- 3 tháng 6 năm 1865 – 24 tháng 5 năm 1892:  Vương tôn George xứ Wales Điện hạ
- 24 tháng 5 năm 1892 – 22 tháng 1 năm 1901: Công tước xứ York Điện hạ
- 22 tháng 1 năm 1901 – 9 tháng 11 năm 1901: Công tước xứ Cornwall và York Điện hạ
- 9 tháng 11 năm 1901 – 6 tháng 5 năm 1910: Thân vương  xứ Wales Điện hạ
  - ở Scotland: Công tước xứ  Rothesay Điện hạ
- 6 tháng 5 năm 1910 – 20 tháng 1 năm 1936:  Quốc vương Bệ hạ
- ở Ấn Độ : Hoàng đế Bệ hạ

Danh hiệu đầy đủ của nhà vua là "His Majesty George V, bởi Ân điển của Chúa, của Nước Anh thống nhất Liên hiệp Anh và Ireland và của các thuộc địa Anh bên kia biển, Vua, Người Bảo vệ Đức tin, Hoàng đế Ấn Độ" cho đến khi Đạo luật Danh hiệu hoàng gia và Nghị viện 1927, nó được đổi thành "His Majesty George V, bởi Ân điển của chúa, của Liên hiệp Anh, Ireland và các thuộc địa Anh bên kia biển, Vua, Người Bảo vệ Đức tin, Hoàng đế Ấn Độ".

### Vinh dự ở Anh
- KG: Knight of the Garter, 4 tháng 8 năm 1884[108]
- KT: Knight of the Thistle, 5 tháng 7 năm 1893[108]
- KP: Knight of St Patrick, 20 tháng 8 năm 1897[108]
- GCSI: Knight Grand Commander of the Star của Ấn Độ, 28 tháng 9 năm 1905[108]
- GCMG: Knight Grand Cross of St Michael and St George, 9 tháng 3 năm 1901[108][109]
- GCIE: Knight Grand Commander of the Indian Empire, 28 tháng 9 năm 1905[108]
- GCVO: Knight Grand Cross of the Royal Victorian Order, 30 tháng 6 năm 1897[108]
- ISO: Imperial Service Order, 31 tháng 3 năm 1903[108]
- Royal Victorian Chain, 1902[108]
- PC: Privy Counsellor, 18 tháng 7 năm 1894[108]
  - Privy Counsellor (Ireland), 20 tháng 8 năm 1897[108]
- Queen Victoria Golden Jubilee Medal, with 1897 bar[110]

Sau khi kế vị ngai vàng Anh năm 1910, George trở thành quân vương sở hữu tất cả huân chương được trao tặng ở đế quốc Anh (sau đó) Khối Thịnh vượng chung, bao gồm những thứ trao tặng cho ông trước khi kế vị.

#### Chức vụ quân đội
- Tháng 9, 1877: Học viên sĩ quan, HMS Britannia[111]
- 8 tháng 1, 1880: Thiếu úy hải quân, HMS Bacchante và tàu hội tống HMS Canada[108]
- 3 tháng 6 năm 1884: Trung úy hải quân, Hải quân hoàng gia[108]
- 8 tháng 10 năm 1885: Đại úy hải quân, HMS Thunderer; HMS Dreadnought; HMS Alexandra; HMS Northumberland[108]
- 21 tháng 6 năm 1887: Tùy viên quân sự cho Nữ hoàng[112]
- Tháng 7, 1889 Phục vụ trên tàu HMS Torpedo Boat 79[113]
- Tháng 5, 1890 Phục vụ trên tàu gunboat HMS Thrush[114]
- 24 tháng 8 năm 1891: Trung tá hải quân, phục vụ trên tàu HMS Melampus[108]
- 2 tháng 1, 1893: Đại tá hải quân[108]
- 1 tháng 1 năm 1901: Chuẩn Đô đốc, Hải quân hoàng gia[108][115]
- 25 tháng 2 năm 1901: Tùy viên hải quân cho Hoàng đế[116]
- 26 tháng 6 năm 1903: Phó Đô đốc, Hải quân hoàng gia[108]
- 1 tháng 3 năm 1907: Đô đốc, Hải quân hoàng gia[108][117]
- 1910: Đô đốc hạm đội, Hải quân hoàng gia[108]
- 1910: Thống chế, Lục quân Anh[117]
- 1919: Thống soái Không quân hoàng gia (danh hiệu phi quân hàm)[118]
- 1 tháng 1 năm 1901: Đại tá chỉ huy trưởng (Colonel-in-Chief) của Thủy quân lục chiến Hoàng gia[119]
- 29 tháng 11 năm 1901: Đại tá danh dự của Trung đoàn 4th County của London Yeomanry.[120]
- 21 tháng 12 năm 1901: Đại tá chỉ huy trưởng của Trung đoàn súng trường Hoàng gia Welsh[121]

### Vinh dự nước ngoài
- Hiệp sĩ Order of the Elephant (Đan Mạch), 11 tháng 10 năm 1885[108]
- Chỉ huy trưởng của Order of the Dannebrog (Đan Mạch)[110]
- Knight of the Order of the Seraphim (Thụy Điển), 14 tháng 6 năm 1905[108]
- Collar of the Huân chương Charles III (Spain)[122]
- Knight of the Order of the Golden Fleece (Tây Ban Nha)[108]
- Knight of the Order of Saint Hubert (Bavaria)[123]
- Knight of the Order of the Most Holy Annunciation (Italia)[108]
- Grand Commander of the House Order of Hohenzollern (Hohenzollern)[123]
- Grand Cross of the House Order of the Wendish Crown (Mecklenburg)[123]
- Thành viên cấp 1 với Brilliants của Order of Osmanieh (Đế quốc Ottoman),[108]
- Knight of the Order of St. Andrew (Đế quốc Nga)[108]
- Knight of the Order of the Black Eagle (Phổ)[108][123]
- Grand Cross of the Saxe-Ernestine House Order (Công quốc Saxon)[110][123]
- Knight of the Order of the Rue Crown (Saxony)[108][123]
- Grand Cross of the Order of the Red Eagle (Phổ),[123]
- Grand Cross of the Order of the White Falcon (Saxe-Weimar-Eisenach)[123]
- Grand Cross of the Order of the Redeemer (Hi Lạp)[110]
- Vua Christian IX Jubilee Medal (Đan Mạch)[110]
- Cross of Liberty, 1st class (Estonia), 17 tháng 6 năm 1925[124]
- Grand Cross of the Order of the Colonial Empire (Bồ Đào Nha), 19 tháng 2 năm 1934[125]

#### Chức danh nước ngoài
- 1 tháng 2 năm 1901: À la suite của Hải quân Đức[126]
- 26 tháng 2 năm 1902: Đại tá trưởng của Rhenish Cuirassier Regiment "Count Geßler" No. 8 (Prussia)[127]
- Đại tá danh dự của Binh đoàn"Zamora" No. 8 (Tây Ban Nha)[128][129]

### Trình độ danh dự và chức vụ
- 8 tháng 6 năm 1893: Royal Fellow of the Royal Society,[108] installed 6 tháng 2 năm 1902[130]
- 1899: Tiến sĩ luật (LLD), Đại học Cape of Good Hope[131]
- 1901: Tiến sĩ luật (LLD), Đại học Sydney[132]
- 1901: Tiến sĩ luật (LLD), Đại học Toronto[133]
- 1901: Tiến sĩ luật dân sự (DCL), Đại học Nữ hoàng, Ontario[134]
- 1902: Tiến sĩ luật (LLD), Đại học Wales[135]
- 1901: Hiệu trưởng của University of Cape Town[136]
- 1901–1912: Hiệu trưởng của Đại học Cape of Good Hope[131]
- 1902–1910: Hiệu trưởng của Đại học Wales[135]

### Huy hiệu
| Huy hiệu của George khi còn là Công tước xứ York | Huy hiệu của George khi còn là Thân vương xứ Wales | Huy hiệu George V của nước Anh thống nhất (ngoài Scotland) | Huy hiệu George V ở Scotland |

## Con cái
| Ảnh | Tên                                                                                | Sinh                 | Mất                 | Phối ngẫu                                     | Ảnh | Con cái |
| --- | ---------------------------------------------------------------------------------- | -------------------- | ------------------- | --------------------------------------------- | --- | --- |
|     | Edward, Thân vương xứ Wales Về sau là Edward VIII, sau nữa là Công tước xứ Windsor | 23 tháng 6 năm 1894  | 28 tháng 5 năm 1972 | Wallis Simpson                                |     | Không con cái. |
|     | Albert, Công tước xứ York Về sau là George VI                                      | 14 tháng 12 năm 1895 | 6 tháng 2 năm 1952  | Elizabeth Bowes-Lyon                          |     | 1. Elizabeth II (1926-2022) 2. Vương nữ Margaret ( sau là Bá tước phu nhân xứ Snowdon) (1930-2002)                                                                                                  |
|     | Mary, Vương nữ Vương thất và Bá tước phu nhân xứ Harewood                          | 25 tháng 4 năm 1897  | 28 tháng 3 năm 1965 | Henry Lascelles, Bá tước thứ sáu của Harewood |     | 1. George Lascelles, Bá tước thứ bảy của Harewood (1923-2011) 2. The Honourable Gerald Lascelles (1924-1998)                                                                                        |
|     | Henry, Công tước xứ Gloucester                                                     | 31 tháng 3 năm 1900  | 10 tháng 6 năm 1974 | Alice Montagu Douglas Scott                   |     | 1. Vương tôn William xứ Gloucester ( 1941-1972) 2. Vương tôn Richard xứ Gloucester. (1944) Năm 1974, kế vị trở thành Vương tôn Richard, Công tước xứ Gloucester                                     |
|     | George, Công tước xứ Kent                                                          | 20 tháng 12 năm 1902 | 25 tháng 8 năm 1942 | Marina của Hi Lạp và Đan Mạch                 |     | 1. Vương tôn Edward xứ Kent. (1935) Năm 1942, kế vị trở thành Vương tôn Edward, Công tước xứ Kent. 2. Vương tôn nữ Alexandra, The Honourable Lady Ogilvy (1936) 3. Vương tôn Michael xứ Kent (1942) |
|     | Vương tử John của Liên hiệp Anh                                                    | 12 tháng 7 năm 1905  | 18 tháng 1 năm 1919 | Không kết hôn (mất khi còn nhỏ)               |     | Không con cái. |

## Tổ tiên
| \| \| \| \| \| \| \| \| \| \| \| \| \| \| \| \| \| \| \| \| 16. Franz xứ Sachsen-Coburg-Saalfeld \| \| \| \| \| \| \| \| \| \| \| \| \| \| \| \| \| \| \| \| \| \| \| \| \| \| \| \| \| \| \| \| \| \| \| \| \| \| \| \| \| \| \| \| \| \| \| \| \| \| \| \| \| \| 8. Ernst I xứ Sachsen-Coburg và Gotha \| \| \| \| \| \| \| \| \| \| \| \| \| \| \| \| \| \| \| \| \| \| \| \| \| \| \| \| \| \| \| \| \| \| \| \| \| \| \| \| \| \| \| \| \| \| \| \| \| \| \| \| \| \| 17. Augusta Reuss xứ Ebersdorf \| \| \| \| \| \| \| \| \| \| \| \| \| \| \| \| \| \| \| \| \| \| \| \| \| \| \| \| \| \| \| \| \| \| \| \| \| \| \| \| \| \| \| \| \| \| \| \| \| \| \| \| \| \| 4. Albrecht xứ Sachsen-Coburg và Gotha \| \| \| \| \| \| \| \| \| \| \| \| \| \| \| \| \| \| \| \| \| \| \| \| \| \| \| \| \| \| \| \| \| \| \| \| \| \| \| \| \| \| \| \| \| \| \| \| \| \| \| \| \| \| 18. Augustus, Công tước Saxe-Gotha-Altenburg \| \| \| \| \| \| \| \| \| \| \| \| \| \| \| \| \| \| \| \| \| \| \| \| \| \| \| \| \| \| \| \| \| \| \| \| \| \| \| \| \| \| \| \| \| \| \| \| \| \| \| \| \| \| 9. Luise Pauline xứ Sachsen-Gotha-Altenburg \| \| \| \| \| \| \| \| \| \| \| \| \| \| \| \| \| \| \| \| \| \| \| \| \| \| \| \| \| \| \| \| \| \| \| \| \| \| \| \| \| \| \| \| \| \| \| \| \| \| \| \| \| \| 19. Louise Charlotte của Mecklenburg-Schwerin \| \| \| \| \| \| \| \| \| \| \| \| \| \| \| \| \| \| \| \| \| \| \| \| \| \| \| \| \| \| \| \| \| \| \| \| \| \| \| \| \| \| \| \| \| \| \| \| \| \| \| \| \| \| 2. Edward VII của Liên hiệp Anh \| \| \| \| \| \| \| \| \| \| \| \| \| \| \| \| \| \| \| \| \| \| \| \| \| \| \| \| \| \| \| \| \| \| \| \| \| \| \| \| \| \| \| \| \| \| \| \| \| \| \| \| \| \| 20. George III của Liên hiệp Anh \| \| \| \| \| \| \| \| \| \| \| \| \| \| \| \| \| \| \| \| \| \| \| \| \| \| \| \| \| \| \| \| \| \| \| \| \| \| \| \| \| \| \| \| \| \| \| \| \| \| \| \| \| \| 10. Edward của Liên hiệp Anh \| \| \| \| \| \| \| \| \| \| \| \| \| \| \| \| \| \| \| \| \| \| \| \| \| \| \| \| \| \| \| \| \| \| \| \| \| \| \| \| \| \| \| \| \| \| \| \| \| \| \| \| \| \| 21. Charlotte xứ Mecklenburg-Strelitz \| \| \| \| \| \| \| \| \| \| \| \| \| \| \| \| \| \| \| \| \| \| \| \| \| \| \| \| \| \| \| \| \| \| \| \| \| \| \| \| \| \| \| \| \| \| \| \| \| \| \| \| \| \| 5. Victoria của Liên hiệp Anh \| \| \| \| \| \| \| \| \| \| \| \| \| \| \| \| \| \| \| \| \| \| \| \| \| \| \| \| \| \| \| \| \| \| \| \| \| \| \| \| \| \| \| \| \| \| \| \| \| \| \| \| \| \| 22. Franz xứ Sachsen-Coburg-Saalfeld (= 16) \| \| \| \| \| \| \| \| \| \| \| \| \| \| \| \| \| \| \| \| \| \| \| \| \| \| \| \| \| \| \| \| \| \| \| \| \| \| \| \| \| \| \| \| \| \| \| \| \| \| \| \| \| \| 11. Victorie xứ Sachsen-Coburg-Saalfeld \| \| \| \| \| \| \| \| \| \| \| \| \| \| \| \| \| \| \| \| \| \| \| \| \| \| \| \| \| \| \| \| \| \| \| \| \| \| \| \| \| \| \| \| \| \| \| \| \| \| \| \| \| \| 23. Augusta Reuss xứ Ebersdorf (= 17) \| \| \| \| \| \| \| \| \| \| \| \| \| \| \| \| \| \| \| \| \| \| \| \| \| \| \| \| \| \| \| \| \| \| \| \| \| \| \| \| \| \| \| \| \| \| \| \| \| \| \| \| \| \| 1. George V của Liên hiệp Anh \| \| \| \| \| \| \| \| \| \| \| \| \| \| \| \| \| \| \| \| \| \| \| \| \| \| \| \| \| \| \| \| \| \| \| \| \| \| \| \| \| \| \| \| \| \| \| \| \| \| \| \| \| \| 24. Friedrich Karl Ludwig, Quận công Schleswig-Holstein-Sonderburg-Beck \| \| \| \| \| \| \| \| \| \| \| \| \| \| \| \| \| \| \| \| \| \| \| \| \| \| \| \| \| \| \| \| \| \| \| \| \| \| \| \| \| \| \| \| \| \| \| \| \| \| \| \| \| \| 12. Friedrich Wilhelm xứ Schleswig-Holstein-Sonderburg-Glücksburg \| \| \| \| \| \| \| \| \| \| \| \| \| \| \| \| \| \| \| \| \| \| \| \| \| \| \| \| \| \| \| \| \| \| \| \| \| \| \| \| \| \| \| \| \| \| \| \| \| \| \| \| \| \| 25. Nữ Bá tước Friederike của Schlieben \| \| \| \| \| \| \| \| \| \| \| \| \| \| \| \| \| \| \| \| \| \| \| \| \| \| \| \| \| \| \| \| \| \| \| \| \| \| \| \| \| \| \| \| \| \| \| \| \| \| \| \| \| \| 6. Christian IX của Đan Mạch \| \| \| \| \| \| \| \| \| \| \| \| \| \| \| \| \| \| \| \| \| \| \| \| \| \| \| \| \| \| \| \| \| \| \| \| \| \| \| \| \| \| \| \| \| \| \| \| \| \| \| \| \| \| 26. Hoàng thân Charles của Hesse-Kassel \| \| \| \| \| \| \| \| \| \| \| \| \| \| \| \| \| \| \| \| \| \| \| \| \| \| \| \| \| \| \| \| \| \| \| \| \| \| \| \| \| \| \| \| \| \| \| \| \| \| \| \| \| \| 13. Luise Karoline của Hessen-Kassel \| \| \| \| \| \| \| \| \| \| \| \| \| \| \| \| \| \| \| \| \| \| \| \| \| \| \| \| \| \| \| \| \| \| \| \| \| \| \| \| \| \| \| \| \| \| \| \| \| \| \| \| \| \| 27. Công chúa Louise của Đan Mạch \| \| \| \| \| \| \| \| \| \| \| \| \| \| \| \| \| \| \| \| \| \| \| \| \| \| \| \| \| \| \| \| \| \| \| \| \| \| \| \| \| \| \| \| \| \| \| \| \| \| \| \| \| \| 3. Alexandra của Đan Mạch \| \| \| \| \| \| \| \| \| \| \| \| \| \| \| \| \| \| \| \| \| \| \| \| \| \| \| \| \| \| \| \| \| \| \| \| \| \| \| \| \| \| \| \| \| \| \| \| \| \| \| \| \| \| 28. Hoàng thân Frederick xứ Hesse-Kassel \| \| \| \| \| \| \| \| \| \| \| \| \| \| \| \| \| \| \| \| \| \| \| \| \| \| \| \| \| \| \| \| \| \| \| \| \| \| \| \| \| \| \| \| \| \| \| \| \| \| \| \| \| \| 14. William xứ Hesse-Kassel \| \| \| \| \| \| \| \| \| \| \| \| \| \| \| \| \| \| \| \| \| \| \| \| \| \| \| \| \| \| \| \| \| \| \| \| \| \| \| \| \| \| \| \| \| \| \| \| \| \| \| \| \| \| 29. Công nương Caroline xứ Nassau-Usingen \| \| \| \| \| \| \| \| \| \| \| \| \| \| \| \| \| \| \| \| \| \| \| \| \| \| \| \| \| \| \| \| \| \| \| \| \| \| \| \| \| \| \| \| \| \| \| \| \| \| \| \| \| \| 7. Luise của Hessen-Kassel \| \| \| \| \| \| \| \| \| \| \| \| \| \| \| \| \| \| \| \| \| \| \| \| \| \| \| \| \| \| \| \| \| \| \| \| \| \| \| \| \| \| \| \| \| \| \| \| \| \| \| \| \| \| 30. Frederick, Hoàng tử Kế vị của Đan Mạch và Na Uy \| \| \| \| \| \| \| \| \| \| \| \| \| \| \| \| \| \| \| \| \| \| \| \| \| \| \| \| \| \| \| \| \| \| \| \| \| \| \| \| \| \| \| \| \| \| \| \| \| \| \| \| \| \| 15. Charlotte của Đan Mạch \| \| \| \| \| \| \| \| \| \| \| \| \| \| \| \| \| \| \| \| \| \| \| \| \| \| \| \| \| \| \| \| \| \| \| \| \| \| \| \| \| \| \| \| \| \| \| \| \| \| \| \| \| \| 31. Công nương Sophia Frederica của Mecklenburg-Schwerin \| \| \| \| \| \| \| \| \| \| \| \| \| \| \| \| \| \| \| \| \| \| \| \| \| \| \| \| \| \| \| \| \| \| \| \| \| \| \| \| \| \| \| \| \| \| \| \| \| \| \| \| |                                                                         |  |  |  |  |  |  |  |  |  |  |  |  |  |  |  |
| |                                                                         |  |  |  |  |  |  |  |  |  |  |  |  |  |  |  |
| | 16. Franz xứ Sachsen-Coburg-Saalfeld                                    |  |  |  |  |  |  |  |  |  |  |  |  |  |  |  |
| |                                                                         |  |  |  |  |  |  |  |  |  |  |  |  |  |  |  |
| |                                                                         |  |  |  |  |  |  |  |  |  |  |  |  |  |  |  |
| | 8. Ernst I xứ Sachsen-Coburg và Gotha                                   |  |  |  |  |  |  |  |  |  |  |  |  |  |  |  |
| |                                                                         |  |  |  |  |  |  |  |  |  |  |  |  |  |  |  |
| |                                                                         |  |  |  |  |  |  |  |  |  |  |  |  |  |  |  |
| | 17. Augusta Reuss xứ Ebersdorf                                          |  |  |  |  |  |  |  |  |  |  |  |  |  |  |  |
| |                                                                         |  |  |  |  |  |  |  |  |  |  |  |  |  |  |  |
| |                                                                         |  |  |  |  |  |  |  |  |  |  |  |  |  |  |  |
| | 4. Albrecht xứ Sachsen-Coburg và Gotha                                  |  |  |  |  |  |  |  |  |  |  |  |  |  |  |  |
| |                                                                         |  |  |  |  |  |  |  |  |  |  |  |  |  |  |  |
| |                                                                         |  |  |  |  |  |  |  |  |  |  |  |  |  |  |  |
| | 18. Augustus, Công tước Saxe-Gotha-Altenburg                            |  |  |  |  |  |  |  |  |  |  |  |  |  |  |  |
| |                                                                         |  |  |  |  |  |  |  |  |  |  |  |  |  |  |  |
| |                                                                         |  |  |  |  |  |  |  |  |  |  |  |  |  |  |  |
| | 9. Luise Pauline xứ Sachsen-Gotha-Altenburg                             |  |  |  |  |  |  |  |  |  |  |  |  |  |  |  |
| |                                                                         |  |  |  |  |  |  |  |  |  |  |  |  |  |  |  |
| |                                                                         |  |  |  |  |  |  |  |  |  |  |  |  |  |  |  |
| | 19. Louise Charlotte của Mecklenburg-Schwerin                           |  |  |  |  |  |  |  |  |  |  |  |  |  |  |  |
| |                                                                         |  |  |  |  |  |  |  |  |  |  |  |  |  |  |  |
| |                                                                         |  |  |  |  |  |  |  |  |  |  |  |  |  |  |  |
| | 2. Edward VII của Liên hiệp Anh                                         |  |  |  |  |  |  |  |  |  |  |  |  |  |  |  |
| |                                                                         |  |  |  |  |  |  |  |  |  |  |  |  |  |  |  |
| |                                                                         |  |  |  |  |  |  |  |  |  |  |  |  |  |  |  |
| | 20. George III của Liên hiệp Anh                                        |  |  |  |  |  |  |  |  |  |  |  |  |  |  |  |
| |                                                                         |  |  |  |  |  |  |  |  |  |  |  |  |  |  |  |
| |                                                                         |  |  |  |  |  |  |  |  |  |  |  |  |  |  |  |
| | 10. Edward của Liên hiệp Anh                                            |  |  |  |  |  |  |  |  |  |  |  |  |  |  |  |
| |                                                                         |  |  |  |  |  |  |  |  |  |  |  |  |  |  |  |
| |                                                                         |  |  |  |  |  |  |  |  |  |  |  |  |  |  |  |
| | 21. Charlotte xứ Mecklenburg-Strelitz                                   |  |  |  |  |  |  |  |  |  |  |  |  |  |  |  |
| |                                                                         |  |  |  |  |  |  |  |  |  |  |  |  |  |  |  |
| |                                                                         |  |  |  |  |  |  |  |  |  |  |  |  |  |  |  |
| | 5. Victoria của Liên hiệp Anh                                           |  |  |  |  |  |  |  |  |  |  |  |  |  |  |  |
| |                                                                         |  |  |  |  |  |  |  |  |  |  |  |  |  |  |  |
| |                                                                         |  |  |  |  |  |  |  |  |  |  |  |  |  |  |  |
| | 22. Franz xứ Sachsen-Coburg-Saalfeld (= 16)                             |  |  |  |  |  |  |  |  |  |  |  |  |  |  |  |
| |                                                                         |  |  |  |  |  |  |  |  |  |  |  |  |  |  |  |
| |                                                                         |  |  |  |  |  |  |  |  |  |  |  |  |  |  |  |
| | 11. Victorie xứ Sachsen-Coburg-Saalfeld                                 |  |  |  |  |  |  |  |  |  |  |  |  |  |  |  |
| |                                                                         |  |  |  |  |  |  |  |  |  |  |  |  |  |  |  |
| |                                                                         |  |  |  |  |  |  |  |  |  |  |  |  |  |  |  |
| | 23. Augusta Reuss xứ Ebersdorf (= 17)                                   |  |  |  |  |  |  |  |  |  |  |  |  |  |  |  |
| |                                                                         |  |  |  |  |  |  |  |  |  |  |  |  |  |  |  |
| |                                                                         |  |  |  |  |  |  |  |  |  |  |  |  |  |  |  |
| | 1. George V của Liên hiệp Anh                                           |  |  |  |  |  |  |  |  |  |  |  |  |  |  |  |
| |                                                                         |  |  |  |  |  |  |  |  |  |  |  |  |  |  |  |
| |                                                                         |  |  |  |  |  |  |  |  |  |  |  |  |  |  |  |
| | 24. Friedrich Karl Ludwig, Quận công Schleswig-Holstein-Sonderburg-Beck |  |  |  |  |  |  |  |  |  |  |  |  |  |  |  |
| |                                                                         |  |  |  |  |  |  |  |  |  |  |  |  |  |  |  |
| |                                                                         |  |  |  |  |  |  |  |  |  |  |  |  |  |  |  |
| | 12. Friedrich Wilhelm xứ Schleswig-Holstein-Sonderburg-Glücksburg       |  |  |  |  |  |  |  |  |  |  |  |  |  |  |  |
| |                                                                         |  |  |  |  |  |  |  |  |  |  |  |  |  |  |  |
| |                                                                         |  |  |  |  |  |  |  |  |  |  |  |  |  |  |  |
| | 25. Nữ Bá tước Friederike của Schlieben                                 |  |  |  |  |  |  |  |  |  |  |  |  |  |  |  |
| |                                                                         |  |  |  |  |  |  |  |  |  |  |  |  |  |  |  |
| |                                                                         |  |  |  |  |  |  |  |  |  |  |  |  |  |  |  |
| | 6. Christian IX của Đan Mạch                                            |  |  |  |  |  |  |  |  |  |  |  |  |  |  |  |
| |                                                                         |  |  |  |  |  |  |  |  |  |  |  |  |  |  |  |
| |                                                                         |  |  |  |  |  |  |  |  |  |  |  |  |  |  |  |
| | 26. Hoàng thân Charles của Hesse-Kassel                                 |  |  |  |  |  |  |  |  |  |  |  |  |  |  |  |
| |                                                                         |  |  |  |  |  |  |  |  |  |  |  |  |  |  |  |
| |                                                                         |  |  |  |  |  |  |  |  |  |  |  |  |  |  |  |
| | 13. Luise Karoline của Hessen-Kassel                                    |  |  |  |  |  |  |  |  |  |  |  |  |  |  |  |
| |                                                                         |  |  |  |  |  |  |  |  |  |  |  |  |  |  |  |
| |                                                                         |  |  |  |  |  |  |  |  |  |  |  |  |  |  |  |
| | 27. Công chúa Louise của Đan Mạch                                       |  |  |  |  |  |  |  |  |  |  |  |  |  |  |  |
| |                                                                         |  |  |  |  |  |  |  |  |  |  |  |  |  |  |  |
| |                                                                         |  |  |  |  |  |  |  |  |  |  |  |  |  |  |  |
| | 3. Alexandra của Đan Mạch                                               |  |  |  |  |  |  |  |  |  |  |  |  |  |  |  |
| |                                                                         |  |  |  |  |  |  |  |  |  |  |  |  |  |  |  |
| |                                                                         |  |  |  |  |  |  |  |  |  |  |  |  |  |  |  |
| | 28. Hoàng thân Frederick xứ Hesse-Kassel                                |  |  |  |  |  |  |  |  |  |  |  |  |  |  |  |
| |                                                                         |  |  |  |  |  |  |  |  |  |  |  |  |  |  |  |
| |                                                                         |  |  |  |  |  |  |  |  |  |  |  |  |  |  |  |
| | 14. William xứ Hesse-Kassel                                             |  |  |  |  |  |  |  |  |  |  |  |  |  |  |  |
| |                                                                         |  |  |  |  |  |  |  |  |  |  |  |  |  |  |  |
| |                                                                         |  |  |  |  |  |  |  |  |  |  |  |  |  |  |  |
| | 29. Công nương Caroline xứ Nassau-Usingen                               |  |  |  |  |  |  |  |  |  |  |  |  |  |  |  |
| |                                                                         |  |  |  |  |  |  |  |  |  |  |  |  |  |  |  |
| |                                                                         |  |  |  |  |  |  |  |  |  |  |  |  |  |  |  |
| | 7. Luise của Hessen-Kassel                                              |  |  |  |  |  |  |  |  |  |  |  |  |  |  |  |
| |                                                                         |  |  |  |  |  |  |  |  |  |  |  |  |  |  |  |
| |                                                                         |  |  |  |  |  |  |  |  |  |  |  |  |  |  |  |
| | 30. Frederick, Hoàng tử Kế vị của Đan Mạch và Na Uy                     |  |  |  |  |  |  |  |  |  |  |  |  |  |  |  |
| |                                                                         |  |  |  |  |  |  |  |  |  |  |  |  |  |  |  |
| |                                                                         |  |  |  |  |  |  |  |  |  |  |  |  |  |  |  |
| | 15. Charlotte của Đan Mạch                                              |  |  |  |  |  |  |  |  |  |  |  |  |  |  |  |
| |                                                                         |  |  |  |  |  |  |  |  |  |  |  |  |  |  |  |
| |                                                                         |  |  |  |  |  |  |  |  |  |  |  |  |  |  |  |
| | 31. Công nương Sophia Frederica của Mecklenburg-Schwerin                |  |  |  |  |  |  |  |  |  |  |  |  |  |  |  |
| |                                                                         |  |  |  |  |  |  |  |  |  |  |  |  |  |  |  |
| |                                                                         |  |  |  |  |  |  |  |  |  |  |  |  |  |  |  |